# Immanuelkirche (Tel Aviv-Jaffa)

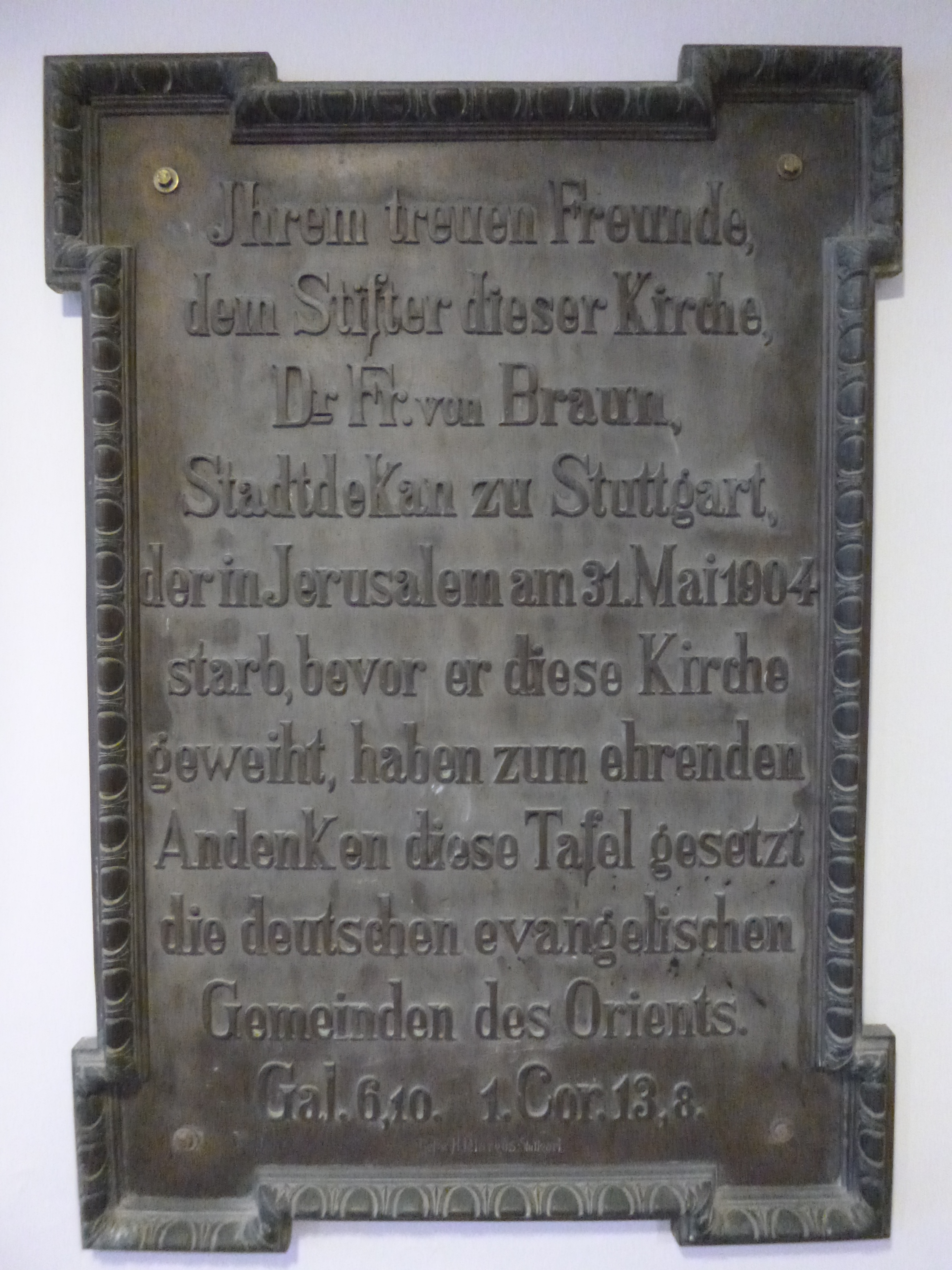
Gedenktafel im Kirchraum: „Jhrem treuen Freunde, dem Stifter dieser Kirche, Dr. Fr. von Braun, Stadtdekan zu Stuttgart, der in Jerusalem am 31. Mai 1904 starb, bevor er diese Kirche geweiht, haben zum ehrenden Andenken diese Tafel gesetzt die deutschen evangelischen Gemeinden des Orients.“

Die Immanuelkirche (hebräisch כְּנֵסִיַּת עִמָּנוּאֵל Knessijjat ʿImmanūʾel, englisch Immanuel Church, norwegisch Immanuelkirken, Plene: כנסיית …) ist eine protestantische Kirche im Viertel der American Colony (auch Templer- oder Deutsche Kolonie genannt) in Jaffa, einem Ortsteil von Tel Aviv-Jaffa in Israel. Heute dient die Kirche einer lutherischen Gemeinde der Norwegischen Israelmission (norwegisch Den Norske Israelsmisjon; englisch Norwegian Church Ministry to Israel).
Die Kirche wurde 1904 erbaut und ihre erste Gemeinde geht auf das Jahr 1858 zurück.:53 Das Kirchengebäude steht in der Straße Rechov Beer-Hofmann 15 (רְחוֹב בֵּר-הוֹפְמָן). Die erste Gemeinde formierte sich im Jahre 1889 als Kirchengemeinde und wurde im Jahre 1906 ein vollgültiges Mitglied der Evangelischen Landeskirche der älteren Provinzen Preußens.

## Vorgeschichte: Protestantische Mission in Jaffa
Im Jahre 1858 entsandte die Pilgermission St. Chrischona, Riehen bei Basel, Peter Martin Metzler und seine Frau Dorothea nach Jaffa, um eine Missionsstation aufzubauen. Beide verdienten ihren Lebensunterhalt durch verschiedene Unternehmen. Von Mitte 1861 bis Anfang 1862 logierte der lungenkranke russische Adlige Platon Grigorjewitsch Ustinow (russisch Платон Григорьевич Устинов, 1840–1918; Großvater Peter Ustinovs) in ihrer Herberge, und die Metzlers gewannen ihn als Finanzier ihrer Unternehmen. Ustinow überließ ihnen eine beträchtliche Summe Geldes, so dass sie sich ihren Traum, eine Missionsschule und eine Krankenstation in Jaffa zu errichten, erfüllen konnten.:34 und כט
Im Mai 1862 berichtete Metzler St. Chrischona, sie haben eine Krankenstation eröffnet, und die Pilgermission kündigte angesichts dieser erfreulichen Fortschritte an, zwei Diakonissen aus dem Diakonissenhaus in Riehen als Krankenpflegerinnen zu entsenden.:35 und ל
1866 geriet Metzler in Streit mit dem protestantischen Bischof von Jerusalem, Samuel Gobat, da dieser die Mission in Jaffa Pfarrer Johannes Gruhler unterstellt hatte, der als anglikanischer Pfarrer in Ramla amtierte. Doch Metzler, der die Mission Jaffa aufgebaut hatte, war dort bis dahin selbst als Seelsorger tätig. Den meisten Gemeindemitglieder missfiel der anglikanische Ritus und sie zogen es vor, an Metzlers Predigten teilzunehmen.:39 und לג

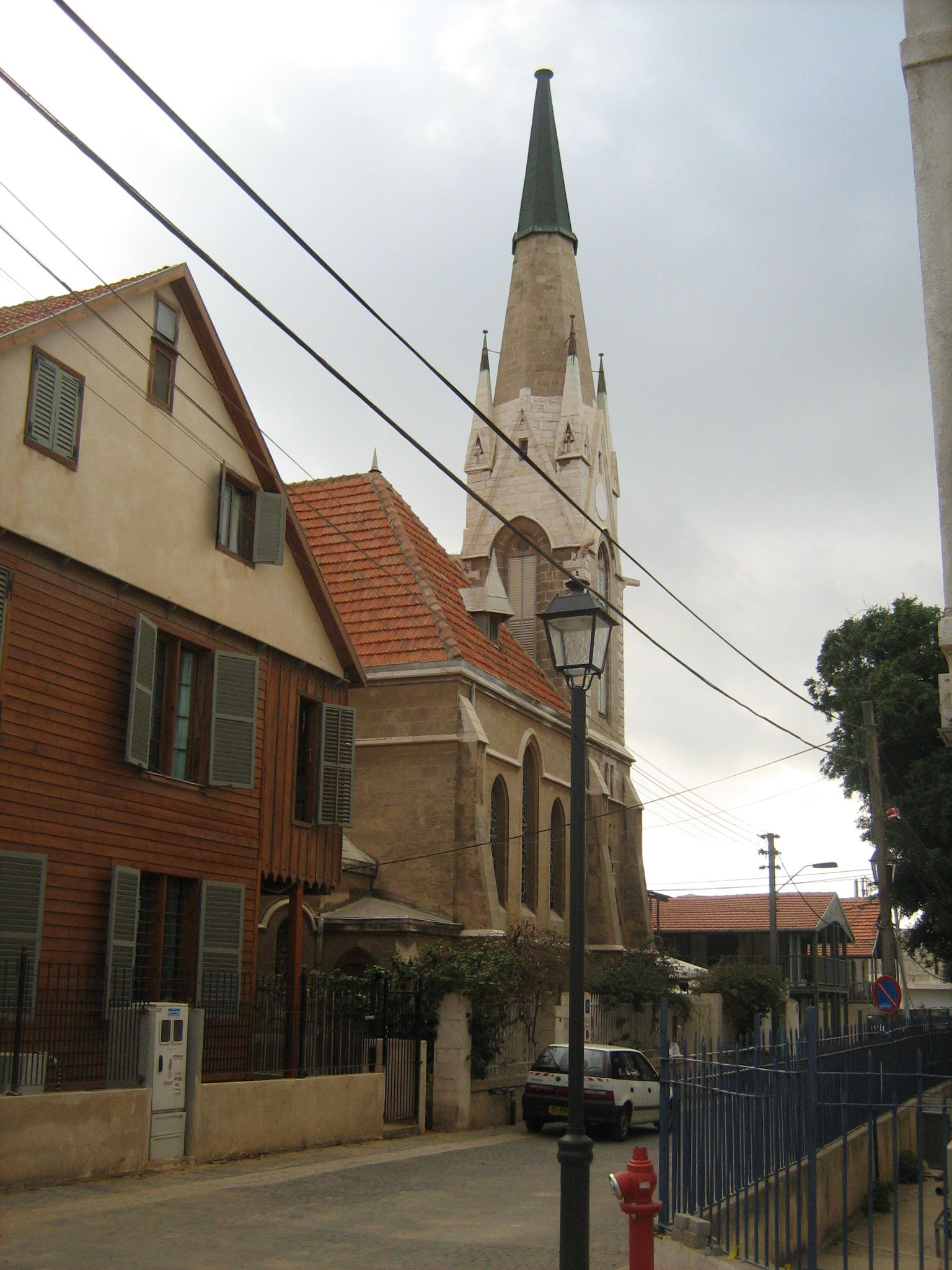
Blick vom Rechov Auerbach in den Rechov Beer-Hoffmann mit Immanuelkirche und typischen Holzhäusern der amerikanischen Kolonisten, 2009

 George Jones Adams und Abraham McKenzie sowie weitere Kolonisten aus Maine waren am 22. September 1866 in Jaffa angekommen. Sie gründeten die American Colony (arabisch امليكان, DMG Amelīkān, englisch Adams City, hebräisch הַמּוֹשָׁבָה הָאָמֵרִיקָאִית haMōschavah haʾAmerīqaʾit) zwischen den heutigen Straßen Rechov Eilat (רְחוֹב אֵילַת) und Rechov haRabbi miBacharach (hebräisch רְחוֹב הָרַבִּי מִבַּכָרַך) in Tel Aviv-Jaffa.
Sie errichteten ihre Holzhäuser aus Fertigteilen, die sie mitgebracht hatten. Viele Siedler erkrankten an Cholera, so dass etwa ein Drittel von ihnen starb. Metzler behandelte viele der Kranken in seiner Krankenstation, die mittlerweile ein kleines Hospital war.
Die Krankheit, das Klima, die rechtliche Unsicherheit und die willkürliche Behandlung durch die osmanischen Behörden bewogen viele Kolonisten, nach Maine zu remigrieren. Aber ihr Anführer Adams enthielt ihnen ihr Geld vor, das sie ihm vorher als Gemeinschaftsfonds überlassen hatten. So kaufte Metzler fünf Kolonisten ihre Siedlerstellen ab, um ihnen die Mittel für die Rückwanderung zu verschaffen.:44 und לו
Eines der so erworbenen Häuser verkaufte Metzler später weiter an die anglikanische Judenmission London Society for Promoting Christianity Amongst the Jews. Die meisten Siedler kehrten bis 1867 nach Amerika zurück. Erst 1869 konnten die Kolonisten aus Maine die ihnen noch verbliebenen Immobilien an neu eintreffende Siedler aus dem Königreich Württemberg weiterverkaufen.
Diese Siedler hatten sich in ihrer Heimat 1861 unter der Leitung Georg David Hardeggs und Christoph Hoffmanns von der lutherischen Evangelischen Landeskirche in Württemberg getrennt und ihre eigene christliche Konfession begründet, die Tempelgesellschaft, deren Anhänger Templer genannt werden. Ihrem Credo gemäß galt es, durch einen fleißigen, gottesfürchtigen Lebenswandel eine Gemeinschaft zu bilden, wie sie im ersten Korintherbrief des Paulus von Tarsos (1 Kor 3,16 ) und im ersten Brief des Simon Petrus (1 Petr 2,5 ) als Tempel bzw. geistliches Haus beschrieben wird, und dabei das Heilige Land von seinem damaligen beklagenswerten Zustand zu erlösen.
Metzler, der Christoph Hoffmann noch gut aus ihrer gemeinsamen Zeit als Missionare St. Chrischonas kannte, verkaufte ihm, bevor er Jaffa verließ, am 5. März 1869 den größten Teil seiner Immobilien und Unternehmen an die neuen Kolonisten. Während württembergische Lutheraner auf die Templer als Abtrünnige herabblickten, war die Haltung der damaligen Evangelischen Landeskirche in Preußen etwas milder. Die Siedlungstätigkeit der Templer fand eine herzliche Unterstützung durch Wilhelm Hoffmann, der – anders als sein jüngerer Bruder Christoph – sich nicht von der Landeskirche abgewandt hatte, sondern zunächst in der württembergischen und dann in der altpreußischen Karriere gemacht hatte.:102 Wilhelm Hoffmann diente als einer der königlich preußischen Hofprediger an der Oberpfarr- und Domkirche zu Berlin und war Mitbegründer und erster Präsident des Jerusalemsvereins, der am 2. Dezember 1852 gegründeten gemeinnützigen Organisation, die Samuel Gobats Wirken als Bischof des anglo-preußischen Bistums Jerusalem unterstützte.:45 und 96
Doch im Juni 1874 entzweiten sich die Templer und es kam zum Schisma. Nach persönlichen und substantiellen Auseinandersetzungen der Tempelvorsteher Christoph Hoffmann und Hardegg trat etwa ein Drittel der Templer mit Hardegg aus der Tempelgesellschaft aus.:113 Die Ausgetretenen um Hardegg suchten den Anschluss an eine andere christliche Konfession. Zu diesem Zweck wandten sie sich an die lutherische Schwedische Kirche (1874) und die anglikanische Church Mission Society (1879), aber beide lehnten es ab, sich der Ausgetretenen anzunehmen. Im Jahre 1878 gründeten Hardegg und die meisten anderen Ausgetretenen den Tempelverein, aber nach Hardeggs Tod im folgenden Jahr schwand der Zusammenhalt seiner Anhänger.
Bis 1886 hatten die anglikanische Church of England und die unierte Evangelische Landeskirche der älteren Provinzen Preußens, wie die altpreußische Landeskirche ab 1875 hieß, zusammen das anglo-preußische Bistum Jerusalem unterhalten. Als Teil seines Auftrags missionierten protestantische Pastoren aus Deutschland und dem Vereinigten Königreich unter der nicht-muslimischen Bevölkerung des Heiligen Landes. Unter der Herrschaft des osmanischen Sultans, der zugleich ja das Amt des Kalifen aller muslimischen Gläubigen innehatte, hatten muslimische Untertanen nicht die Freiheit, sich vom Islam abzuwenden. Solcherlei Apostasie wurde mit der Todesstrafe bedroht und Proselytenmacherei unter Muslimen war gesetzlich verboten.

## Geschichte

### Osmanische Zeit
Im Jahre 1885 hatte Carl Schlicht, Pastor der evangelischen Gemeinde zu Jerusalem, begonnen, unter den Ausgetretenen um den verstorbenen Hardegg zu missionieren. So gelang es – zunächst nur in Haifa – eine evangelische Gemeinde aus ehemaligen Templern zu bilden.:113seqq., auch Fußnote 479 auf denselben Seiten Im Jahre 1889 konstituierten ehemalige Templer, ständig in Jaffa lebende protestantische Auslandsdeutsche und Auslandsschweizer sowie in- und ausländische Proselyten, die Metzler einst gewonnen hatte, die evangelische Gemeinde Jaffa. Johann Georg Kappus sen. (1826–1905) wurde ihr erster Vorsitzender, assistiert und später abgelöst durch seinen Sohn Johann Georg Kappus jun. (1855–1928). Pastor Schlicht strebte danach, den Graben zwischen den neuen evangelischen Gemeindemitgliedern und den Templern zu vertiefen.:114
Nachdem Preußen für seinen Teil den britisch-preußischen Vertrag über das Bistum Jerusalem am 3. November 1886 gekündigt hatte, übertrug es seinen ausbezahlten Anteil am Stiftungsfonds des Bistums auf die am 22. Juni 1889 neu gegründete Evangelische Jerusalem-Stiftung.:17 Diese Stiftung setzte den preußischen Anteil der Arbeit des Bistums fort, während die Kirche von England ihre Arbeit im Rahmen des jetzt rein anglikanischen Bistums Jerusalem fortführte.
Zu den Gemeindemitgliedern zählten nur wenige wohlhabende Personen, wie Freiherr Plato von Ustinow, der 1876 in Württemberg eingebürgert worden war, und Friedrich Wilhelm Faber (1863–1923), Präsident der 1897 gegründeten Deutschen Palästina-Bank und früher Partner des Bankhauses Frutiger & Co. in Jerusalem (1896 aufgelöst), die seinem Schwiegervater Johannes Frutiger (1836–1899), Finanzier der Bahnstrecke Jaffa–Jerusalem, gehört hatte.:127 Faber zog nach Jaffa, als die Palästina-Bank 1899 dort ihre Niederlassung eröffnete, und schloss sich der evangelischen Gemeinde an.
Andere Gemeindemitglieder waren Moritz Hall (1838–1914), ein jüdisch geborener protestantischer Konvertit und St. Chrischona-Missionar, und seine Frau Katharina Hall, eine ehemalige äthiopische Hofdame mit Namen Welette-Iyesus, die im Jahr 1868 nach Jaffa gezogen waren, nachdem die britische Armee sie aus äthiopischer Gefangenschaft befreit hatte (Schlacht um Magdala). Beider Tochter Magdalena, während der Schlacht geboren, heiratete 1888 Ustinow.

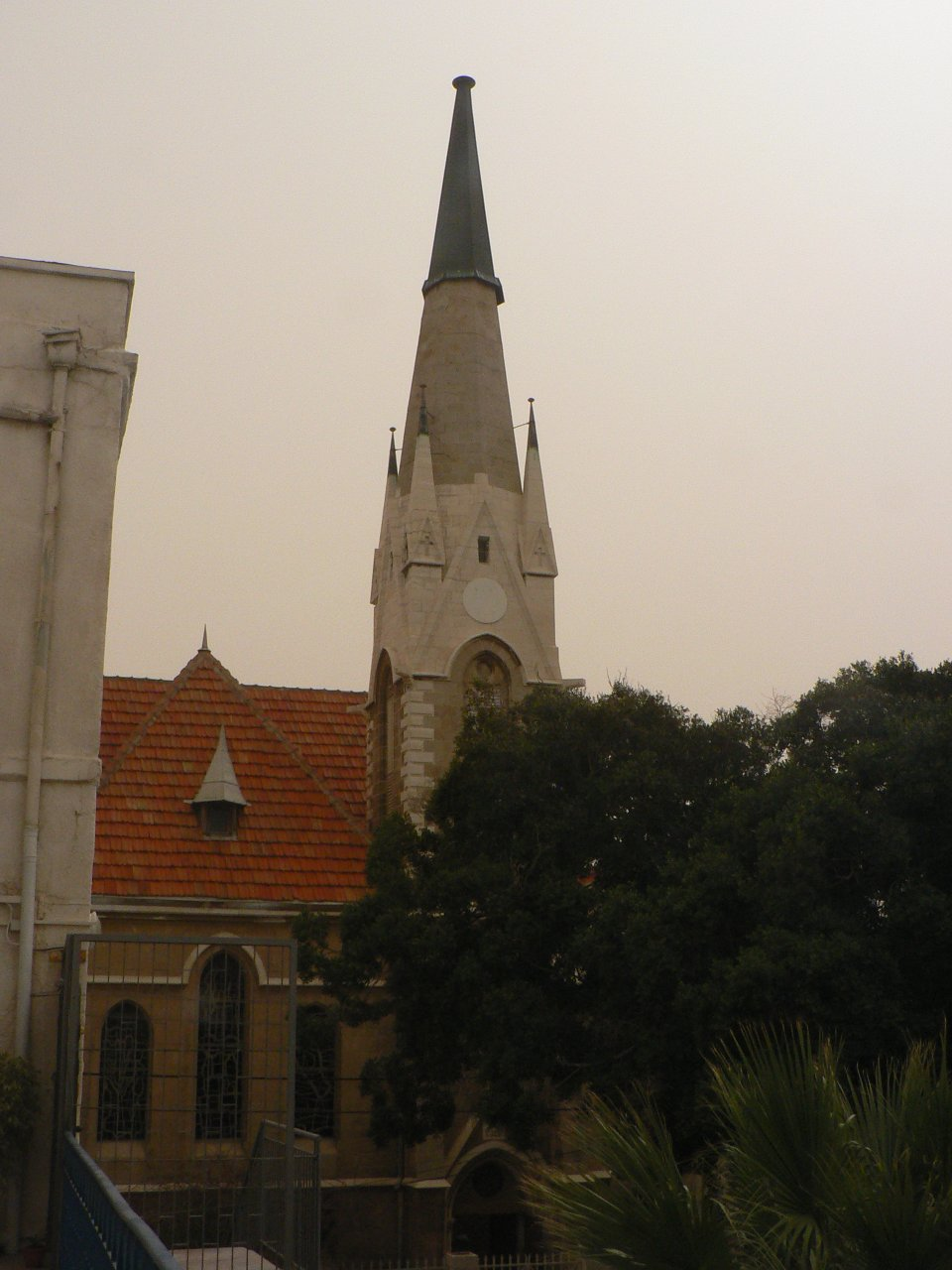
Immanuelkirche: Ansicht vom rückwärtigen Balkon des Beit ʿImmanuʾel (vormals Plato von Ustinows Hôtel du Parc), 2007

Der 1875 zum Protestantismus konvertierte Ustinow bot der neu gegründeten Gemeinde für ihre Gottesdienste die Halle seines Hôtel du Parc in der Templerkolonie (American Colony) an, wo sie dann auch zwischen 1889 und 1897 gehalten wurden. In der Regel hielt Kappus sen. die Gottesdienste ab, es sei denn, ein Pastor aus Jerusalem oder Haifa war zugegen und leitete sie. Ab Anfang 1890 gewährte der Jerusalemsverein der evangelischen Gemeinde Jaffa Zuschüsse.:88 Die Templerschule hatte die Schüler der ausgetretenen Familien seit 1874 ausgeschlossen.:131 Mit den Subventionen konnte am 1. Oktober 1890 im Hause von Kappus sen. die evangelische Schule ihre Pforten öffnen, was dieser als die eigentliche Gründung der Gemeinde ansah.
Während die Evangelische Jerusalem-Stiftung die Rolle der Schulträgers übernahm, war es der Jerusalemsverein, der ab Anfang 1891 für Schule und Lehrersaläre aufkam.:81 Im Allgemeinen trug die Reichsregierung seit 1880 zu etwa einem Viertel die jährlichen Budgets der deutschsprachigen Schulen im Heiligen Land.:131 Die neue evangelische Schule qualifizierte sich ab 1892 als Subventionsempfänger und bezog seither Zuschüsse in Höhe des Viertelsalärs eines Lehrers und ab 1913 eines zweiten.
Im September 1894 gründete Dr. Friedrich Braun, der seit 1887 württembergischer Hofprediger und ab 1896 Oberkonsistorialrat der lutherischen Evangelischen Landeskirche in Württemberg war, in Stuttgart ein Lokalkomitee des Jerusalemsvereins, das sich ganz besonders auf die Unterstützung der Gemeinde Jaffa verlegte. Eine Mehrheit der Mitglieder in Jaffa waren Württemberger und ihre Nachfahren, die nach ihrem Austritt aus der Landeskirche nun zurückgekehrt waren, wenn auch nicht in die lutherische württembergische, so doch in die unierte Evangelische Kirche der älteren Provinzen Preußens.:92
Im Jahre 1895 kehrte Pastor Schlicht nach Deutschland zurück, wo er die Stelle des Superintendenten des Kirchenkreises Kölln Lan II mit Sitz in Rudow (seit 1920 ein Ortsteil Berlins) antrat. Schlicht blieb aber dem evangelischen Engagement im Heiligen Land treu und übernahm für die Jahre 1896 bis 1910 die Redaktion der Neuesten Nachrichten aus dem Morgenlande, der Zeitschrift des Jerusalemsvereins.:89 Er modernisierte die Zeitschrift, so dass sie eine breite Leserschaft gewann.:98
Das Stuttgarter Lokalkomitee des Jerusalemsvereins und die lutherische Evangelische Landeskirche in Württemberg bewilligten der Gemeinde Jaffa das Gehalt für einen evangelischen Pastor.:81 und 118 Als Finanziers wollten sie einen württembergischen Pastor und fanden Albert Eugen Schlaich aus Korntal. Schlaich war studierter Theologe und Volksschulpädagoge. Er und seine Frau Luise Wilhelmine Julie Schlaich (geb. Gößler; 1874–1957) kamen am 10. März 1897 in Jaffa an und Ustinow nahm sie in seinem Hotel auf, bis sie eine eigene Wohnung gefunden hatten.:129seq. Nachdem Schlaich sein Amt als Pastor und Lehrer angetreten hatte, mietete die Gemeinde für ihre Gottesdienste die Kapelle der London Society for Promoting Christianity Amongst the Jews in Jaffa für eine Jahresmiete von 100 Franken der Lateinischen Münzunion. Schlaich führte in der Gemeinde Jaffa die Agende der unierten altpreußischen Kirche ein, erweitert um traditionelle Liturgieelemente der lutherischen württembergischen Kirche.:82 Im Jahre 1900 besuchten ca. 30–40 Kirchgänger regelmäßig die sonntäglichen evangelischen Gottesdienste in der Kapelle der Judenmission.:92
Wie sein Vorgänger Schlicht betonte Schlaich die Distanz zu den Templern bis hin zum Affront (siehe Abschnitt Das Verhältnis der Evangelischen zu den Templern).:138 In die Amtszeit Schlaichs fiel der Bau und 1904 die Einweihung der Immanuelkirche (siehe Abschnitt Immanuelkirche, Gemeindehaus und Schule). Im Jahre 1905 beschuldigte Schlaich den deutschen Vizekonsul in Jaffa, Dr. Eugen Büge (1859–1936), im Gegenzug für Gefälligkeiten konsularische Geheimnisse zu verraten.:138seqq. Als disziplinarische Maßnahme versetzte ihn das Auswärtige Amt nach Aleppo. Doch das Auswärtige Amt forderte zugleich auch Schlaichs Versetzung, da es der Ansicht war, Schlaich habe durch seine öffentliche Ansprache des Fehlverhaltens Büges den deutschen Ruf beschädigt, und nicht etwa Büge selbst durch sein Verhalten.
Auf Druck des altpreußischen Evangelischen Oberkirchenrats (EOK) versetzte der Jerusalemsverein Schlaich von Jaffa nach Deutschland. Die Immanuelkirchgemeinde richtete Schlaich am 25. Dezember 1905 eine Abschiedsfeier aus und Georg Johannes Egger (* 1842) dankte Schlaich und seiner Frau im Namen der Gemeinde für neun Jahre erfolgreiches Wirken.
Zwischen 1906 und 1912 wirkte Pastor Wilhelm Georg Albert Zeller an der Immanuelkirche, wobei wieder das Stuttgarter Lokalkomitee des Jerusalemsvereins und die lutherische Evangelische Landeskirche in Württemberg die Finanzierung übernommen hatten. Zeller betrachtete die wachsende jüdische Einwanderung der Zweiten ʿAlijah als Bedrohung für die nichtjüdischen deutschen Kolonisten, er berichtete von Befürchtungen der Kolonisten, am Ende ausgewiesen zu werden, und so empfahl er den Kolonisten, sie sollten dem zuvorkommen und ihrerseits in eine weniger dicht besiedelte deutsche Kolonie in Afrika auswandern.
Zeller folgte der charismatische Pastor Eitel-Friedrich von Rabenau, wieder getragen von den gleichen Stuttgarter Sponsoren.:139 Rabenau hatte Theologie in Tübingen, Halle an der Saale und Berlin unter anderem bei Julius Kaftan und Adolf von Harnack studiert.
Nach Eintritt in den Ersten Weltkrieg auf Seiten der Mittelmächte hatte die Hohe Pforte am 7. September 1914 den Ausländern mit ständigem Aufenthalt im Osmanischen Reich ihre persönliche Exterritorialität und die Unterstellung unter die Gerichtsbarkeit ihrer jeweiligen Konsuln, wie in den Kapitulationen des Osmanischen Reiches festgelegt, de facto entzogen. Im gleichen Monat traten viele junge Männer der Immanuelkirchgemeinde den Wehrdienst beim deutschen kaiserlichen Militär an.:125seqq. Viele Palästinadeutsche kamen ihrer Landeskundigkeit und Sprachkenntnisse wegen mit dem Asienkorps an die Palästinafront. Rabenau begleitete sie – gegen den Willen des Jerusalemsvereins und der Gemeinde – um als Feldgeistlicher zu dienen. Der altpreußische Evangelische Oberkirchenrat beorderte Rabenau zurück, so dass er ab Oktober wieder an der Immanuelkirche amtierte. Seine Familie war kurz vor dem britischen Einmarsch nach Deutschland geflohen.
Im Oktober 1914 zwangen die osmanischen Behörden alle Missionsanstalten von Trägern im feindlichen Ausland, ihre Einrichtungen zu schließen. Viele von deren Schülern wechselten daraufhin zur ökumenischen Schule Jaffa, die evangelische Gemeinde und Templer seit 1913 gemeinsam unterhielten. Die geschlossenen Einrichtungen wurden für militärische Zwecke beschlagnahmt. Im November 1914 erklärte Sultan Mehmed V. in seiner Funktion als Kalif den Dschihad, was viele Gemeindemitglieder fürchten ließ, es werde zu Christenverfolgungen wie im Bürgerkrieg im Libanongebirge in den 1860er Jahren kommen.
Die Kriegsjahre waren gekennzeichnet durch eine zunehmende Inflation der osmanischen Währung, wodurch dem Jerusalemsverein große Transferverluste bei der Anweisung der Gehälter seiner Mitarbeiter im Heiligen Land entstanden. Denn der Verein musste – im Gegenzug für Zahlungen in Mark (ℳ) – in inflationären osmanischen Banknoten zahlbare Devisen erwerben, die in Jaffa wiederum nur mit Disagio gegen weniger entwertete osmanische Münzen zu verkaufen waren. Im Handel nahmen die Leute schon im März 1916 nur noch Kurantmünzen zum Nennwert an.
Da osmanische Banknoten ihre Kaufkraft überwiegend eingebüßt hatten, war dieses zweite Währungsgeschäft notwendig, um den Mitarbeitern im Heiligen Land ein Zahlungsmittel zu verschaffen, das überhaupt noch akzeptiert wurde.:130 Bis 1916 waren osmanische Banknoten auf ¼, später auf ⅙, ihrer Vorkriegsparität zur Mark gefallen, die ja ihrerseits gleichzeitig ebenfalls durch die Notenpresse dramatisch an Kaufkraft verloren hatte.
Die kriegsbedingte Warenknappheit (Zusammenbruch von Produktion und Import, Kriegsrequisitionen) führte zu einer weiteren Verteuerung der meisten Produkte, selbst bei Zahlung in harter Münze. Daher musste der Jerusalemsverein seine Überweisungen ins Heilige Land erhöhen, was teilweise durch steigende Kollekten in deutschen protestantischen Gemeinden ausgeglichen wurde.:129

#### Immanuelkirche, Gemeindehaus und Schule

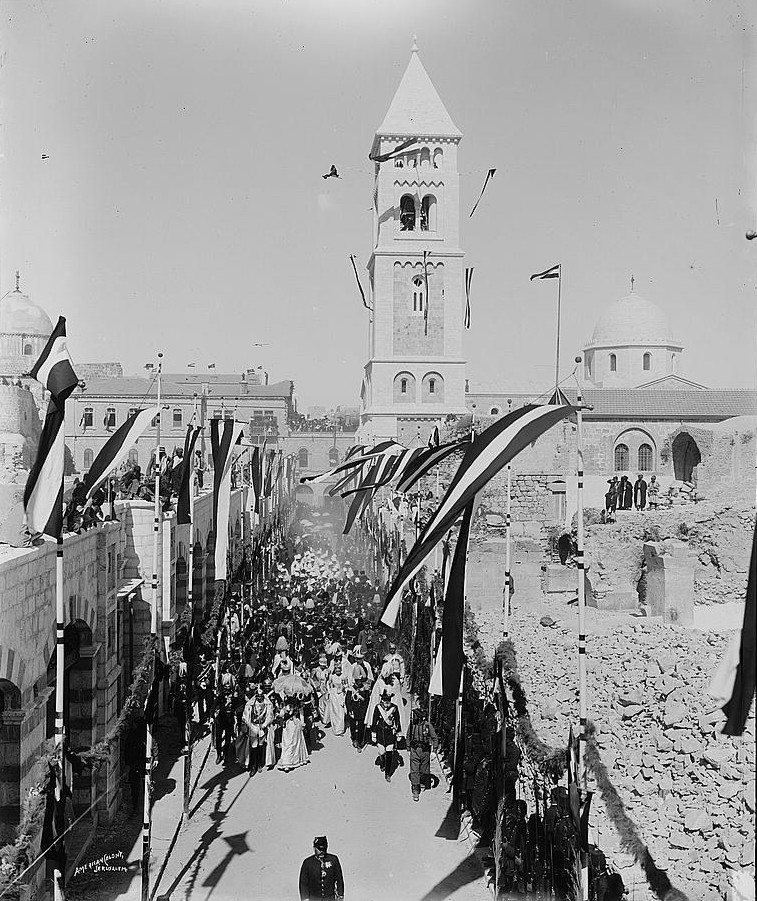
König Wilhelm II. von Preußen, summus episcopus der Evangelischen Landeskirche der älteren Provinzen Preußens, und Königin Auguste Victoria nach der Einweihung der Erlöserkirche im Muristan, Jerusalem (Reformationstag, 31. Oktober 1898).

Am 18. Juli 1898 übertrug Metzler, der damals in Stuttgart lebte, sein letztes Grundstück in Jaffa der evangelischen Gemeinde, um darauf einen kombinierten Komplex aus Kirche, Gemeindehaus und Pastorat zu errichten. Metzlers Freund und geschiedener Schwiegersohn Ustinow zahlte Metzler zum Ausgleich 10.000 Franken, was zwei Drittel des geschätzten Grundstückspreises ausmachte.:130 Ernst August Voigt, Architekt aus Haifa, legte im August 1898 seine Pläne für den Baukomplex vor.:131
Der verspätete Ferman der Pforte mit der Baugenehmigung kam schließlich am 27. Oktober 1898, nachdem Templer gegen den Bau intrigiert hatten, jedoch zu spät für die geplante Teilnahme Kaiser Wilhelms II. und Auguste Victorias an der Grundsteinlegung.:108
Nach Wilhelms II. Einweihung der Erlöserkirche in Jerusalem am Reformationstag, den 31. Oktober 1898, fuhr das Gros des Gefolges zurück nach Jaffa, um sich wieder für die Heimreise einzuschiffen. Wegen eines Zugunglücks auf der Bahnstrecke Jaffa–Jerusalem verzögerte sich die Fahrt und die Reisenden trafen erst am 2. November in Jaffa ein.:55 So konnten an der Grundsteinlegung für die Immanuelkirche 45 mitreisende Würdenträger aus Kultus und Kirche teilnehmen, darunter der preußische Kultusminister Robert Bosse, Vertreter der lutherischen Norwegischen und der Schwedischen Kirche, schweizerischer und deutscher Landeskirchen (Friedrich Wilhelm Barkhausen Präsident des altpreußischen EOKs; Braun, württembergischer OKR), Generalsuperintendenten altpreußischer Kirchenprovinzen, sowie Vertreter protestantischer Kirchen in Italien, Ungarn, den Niederlanden und den USA. An örtlichen Honoratioren gaben der Vorsteher der Tempelgesellschaft, Christoph Hoffmann II (jun., Sohn von Christoph Hoffmann sen.), sowie Vertreter der evangelischen Gemeinden in Bethlehem in Judäa, Bir Salem, Haifa und Jerusalem die Ehre.
Der Stuttgarter Hofprediger Braun hielt die Rede und spendete selbst 10.000 Mark (ℳ) für den Bau. Der Grundstein birgt eine Kassette mit der Stiftungsurkunde und Samen von Getreide und Gemüse, als Symbol der Fruchtbarkeit der Ebene Scharon.:131

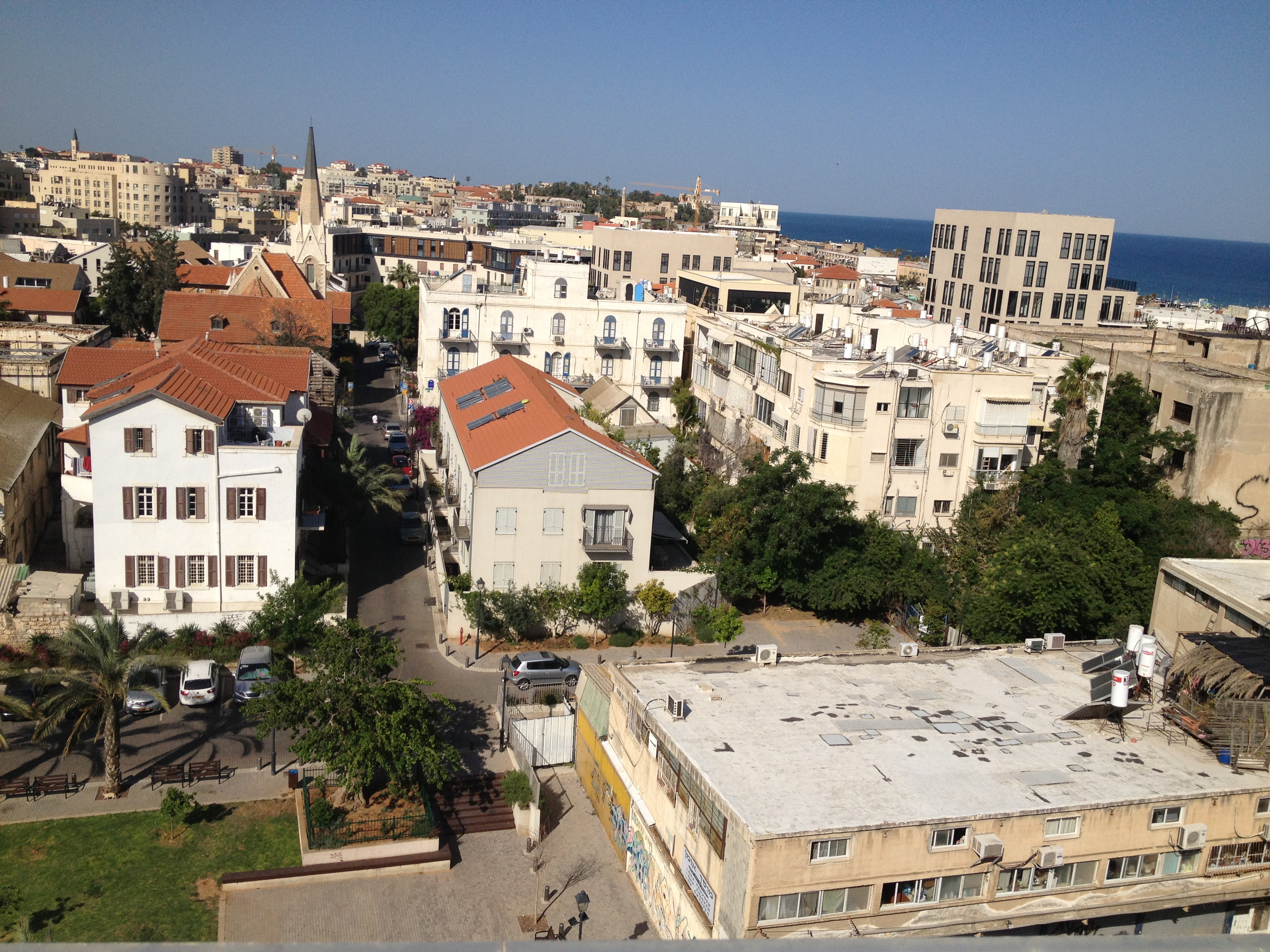
Heilpernsches Haus, Nr. 9 am Rechov Beer-Hofmann (rot gedeckt, vorn links), überragt vom Turm der Kirche, 2013

Die anvisierten Baukosten von 30.000 ℳ erwiesen sich als viel zu niedrig, so dass der Jerusalemsverein einige Monate später sein Kofinanzierungszusage für das unseriös erscheinende Projekt zurückzog. Im Jahre 1899 erklärte Voigt, dass das Grundstück zu klein für den geplanten Baukomplex sei. Die Gemeinde kaufte daraufhin – nach Abstimmung mit Braun – von seinen gespendeten 10.000 ℳ das Heilpernsche Haus im heutigen Rechov Beer-Hofmann 9 zur Nutzung als Schule und Gemeindehaus, und die heutige Gemeinde nutzt es noch immer als solches.
Damals residierte aber noch das deutsche Vizekonsulat in dem Haus. Vizekonsul Edmund Schmidt (1855–1916) bat daher, bis zur Fertigstellung des neuen Konsulats im heutigen Rechov Eilat 59 den Bau weiter nutzen zu dürfen. Die Schule nutzte dann einstweilen weiter einen Raum in Ustinows Hôtel du Parc. Metzlers gespendetes Grundstück in der damaligen Wilhelmstraße (heute Rechov Beer-Hofmann 15) war damit frei für den Bau eines reinen Kirchengebäudes.
Im April 1900 bezogen schließlich im Heilpernschen Haus Pastor Schlaich und Frau, Sohn Ludwig und weitere Kinder ihre Wohnung sowie die Schule ihre Räume für ihre damaligen 30 Schüler, darunter katholische und jüdische aus Jaffa und den benachbarten Neveh Zedeq und Neveh Schalom, jedoch seinerzeit keine Templer. Im November 1917 ließ die britische Besatzungsmacht die 1913 mit der Templerschule zusammengelegte Schule schließen.

#### Bau und Gebäude der Immanuelkirche
Nach der Grundsteinlegung am 2. November 1898 wurden die Arbeiten am geplanten kombinierten Bau einer Kirche mit Gemeindehaus und Schule schon im folgenden Jahr wieder eingestellt. Der Jerusalemsverein, der sich als Sponsor wegen mangelnder Seriosität der Kostenplanung zunächst zurückgezogen hatte, erbot sich wieder als Baupartner und beauftragte Ende 1901 den Architekten Paul Ferdinand Groth (1859–1955) einen Entwurf zu liefern. Groth war Schüler Baurat Friedrich Adlers und hatte zwischen 1883 und 1892 unter dessen Aufsicht dessen Renovierungspläne für die Schlosskirche Allerheiligen in Wittenberg ausgeführt und von 1893 bis 1898 wiederum nach Adlers Plänen die Erlöserkirche in Jerusalem erbaut.

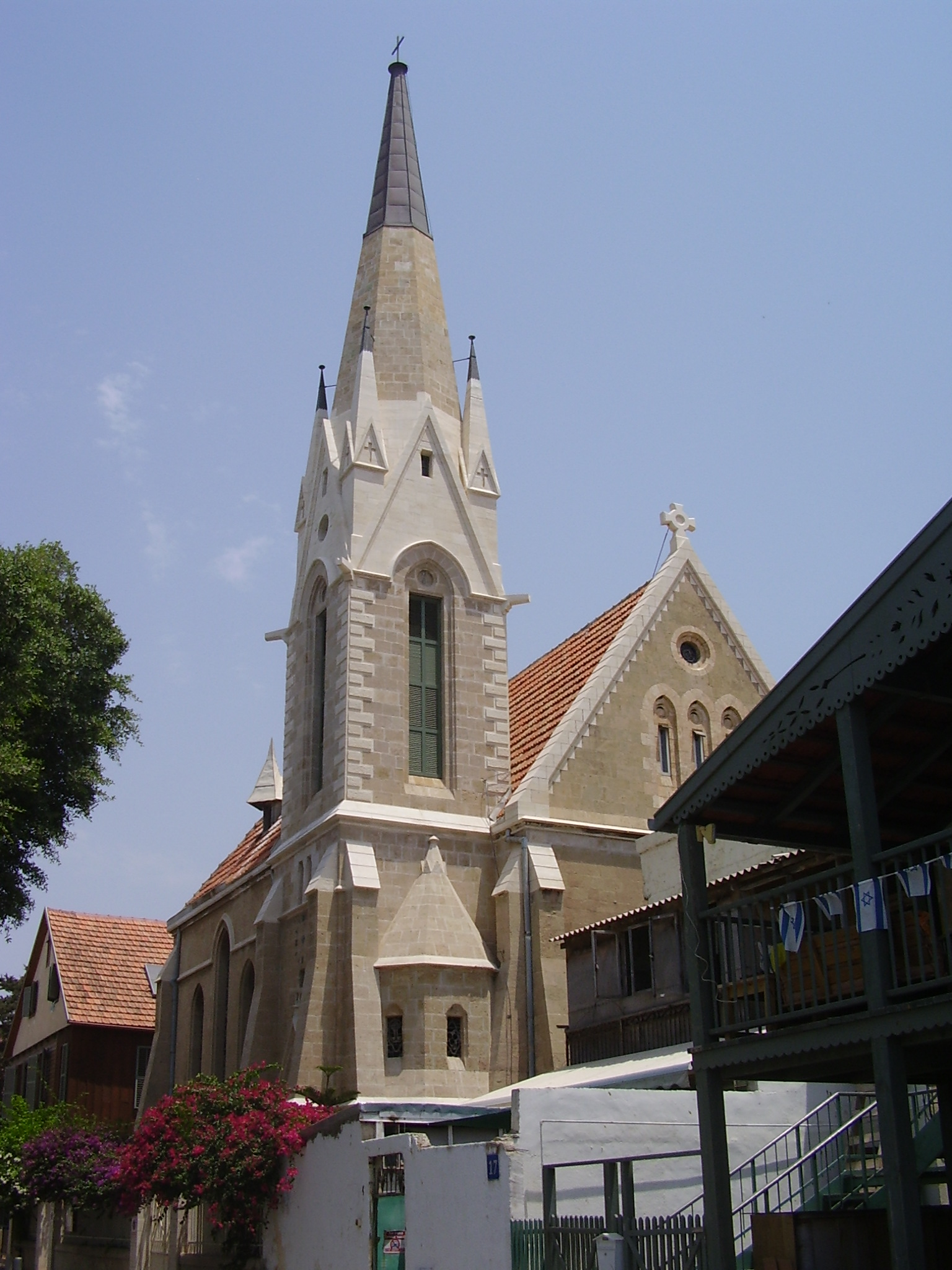
Immanuelkirche: Ansicht von Westen, 2010

Der königlich württembergische Hofprediger Braun begann eine Spendenaktion, unter anderem unterstützt von Großfürstin Wera Konstantinowna Romanowa, Nichte und Adoptivkind des verstorbenen württembergischen Königspaars Olga und Karl I. Die Eheleute Braun allein spendeten 25.000 ℳ.:133 Die osmanischen Behörden erkannten im Jahre 1902 das Grundstück in der damaligen Wilhelmstraße (heute Rechov Beer-Hofmann 15) als religiöses Eigentum an, das von der Grundsteuer befreit ist.:105
Nachdem der Jerusalemsverein Groth gedroht hatte, einen anderen Architekten zu beauftragen, wenn er seine ersten Pläne nicht deutlich abspecken würde, lieferte Groth Anfang 1903 wie gefordert den Entwurf für einen günstigeren Bau. Mit der Bauaufsicht betraute der Jerusalemsverein den Architekten Benjamin Sandel (1877–1941, Sohn Theodor Sandels), der seinerzeit hauptberuflich die Bauarbeiten an der katholischen Dormitio-Basilika in Jerusalem leitete.
Als eigentlichen Bauunternehmer verpflichtete der Jerusalemsverein den Templer Johannes Wennagel (1846–1927) aus Sarona, der am 11. Mai 1903 mit Ausschachtungen begann, jedoch nur langsam vorankam, weil Groth mit den genauen Bauplänen hinterher lag, die erst im Februar 1904 komplett vorlagen. Groth verzichtete auf jedes Honorar.

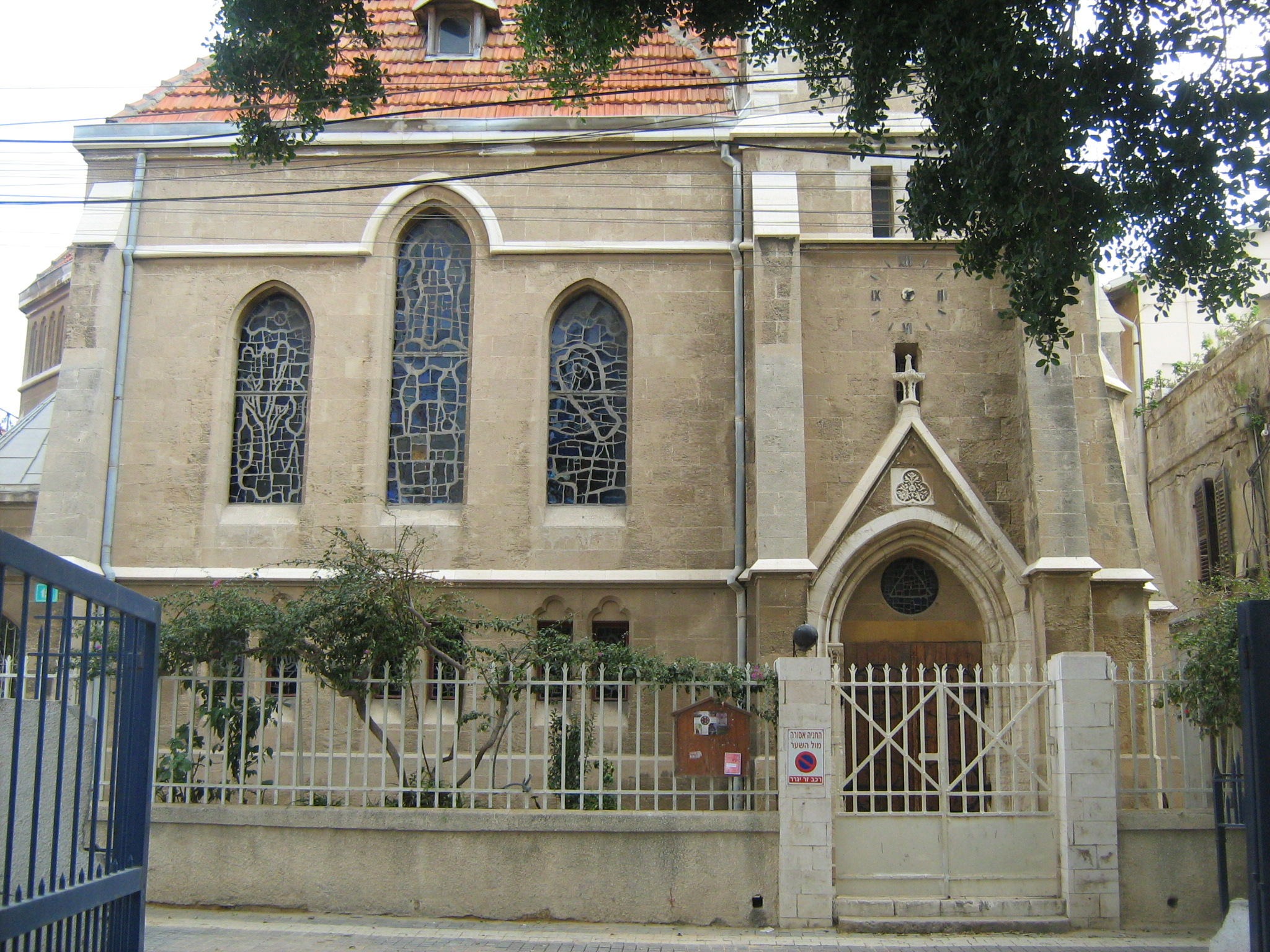
Immanuelkirche von Norden: Ansicht der Sandsteinfassade und des mit Marseiller Ziegeln gedeckten Dachs, 2009

 Die Mauern der Kirche bestehen aus zweierlei Arten Naturstein, einem gelblich-grauen Sandstein aus der Umgebung von Jaffa und dem Meliki-Kalkstein aus den Bergen nahe Bir Nabalas (بئر نبالا). Das Dach ist mit Dachziegeln aus Marseille gedeckt.

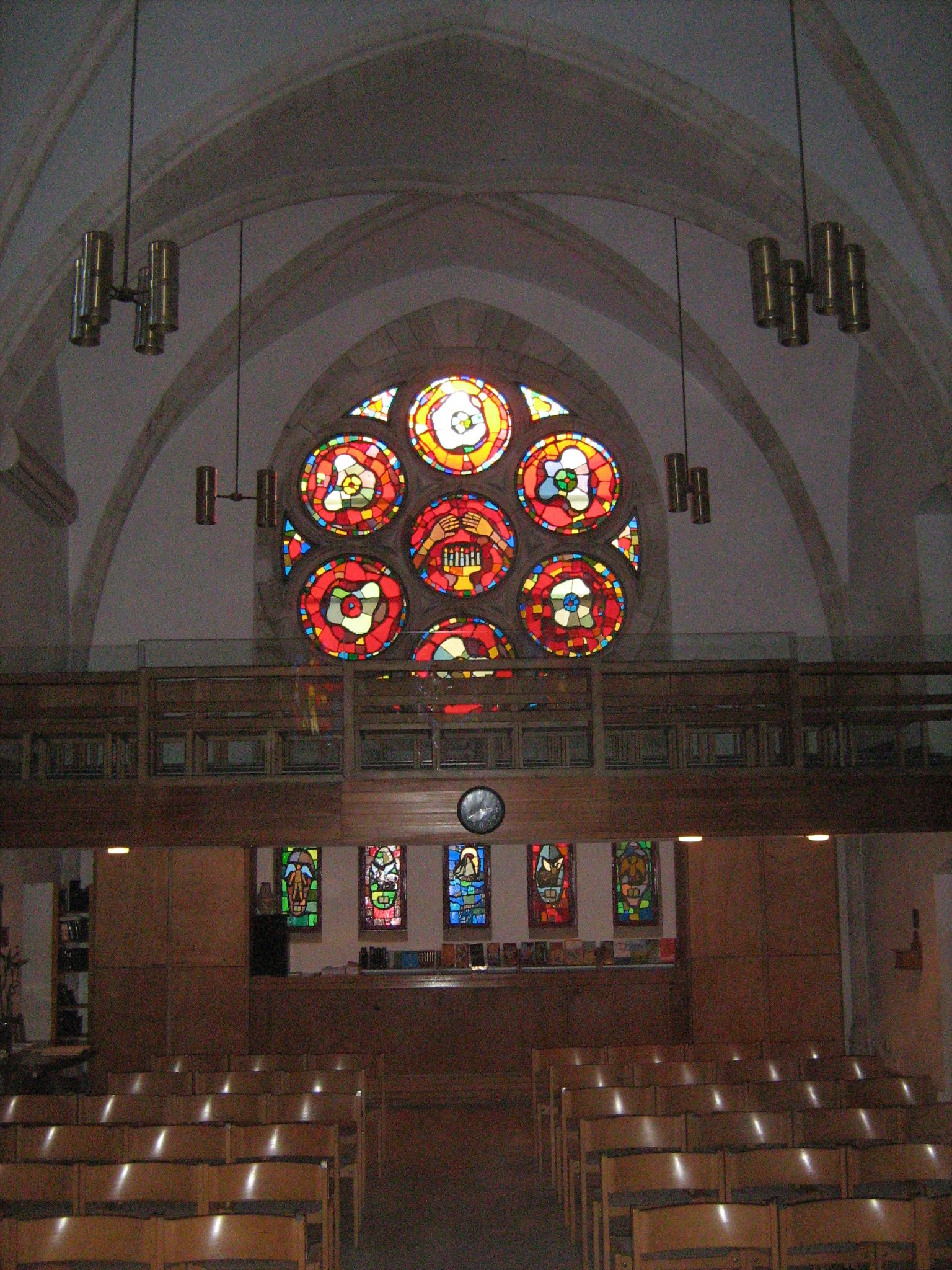
Blick durchs Hauptschiff zum westlichen Joch, 2009

 Der in etwa geostete Kirchenraum schließt nach oben mit einem Kreuzgewölbe ab. Auf der Nordempore befindet sich die Orgel. Der Kirchturm, der auch das Treppenhaus birgt, bildet die westliche Begrenzung des nördlichen Kirchenschiffs und die Nordwand des westlichsten Joches des Langhauses.
Die Einweihung der Immanuelkirche war für Pfingsten 1904 (22. Mai) geplant, wozu der größte Einzelspender Hofprediger Braun im Auftrag des Jerusalemsvereins aus Stuttgart anreiste. Unglücklicherweise erkrankte er gleich nach seiner Ankunft im Heiligen Land an Ruhr und starb am 31. Mai 1904 in Jerusalem im Krankenhaus. Er wurde auf dem anglo-preußischen anglikanisch-protestantischen Friedhof auf dem Berg Zion bestattet, nahe dem Grab Bischof Samuel Gobats.:135seq.
Nach dem tragischen Tode Brauns wurde die Einweihung der Immanuelkirche auf Montag, den 6. Juni, verschoben und insgesamt nüchtern gehalten. Zugegen waren unter anderem Konsul Büge und Teilnehmer aus anderen evangelischen Gemeinden und Templer. Am 6. Juni im Jahr darauf feierte Theodor Schneller für Braun einen Gedenkgottesdienst in der Immanuelkirche. Am 6. April 1910 besuchten Prinz Eitel Friedrich von Preußen und seine Gemahlin Sophie Charlotte von Oldenburg Jaffa und Pastor Zeller führte sie durch die Immanuelkirche.:142

#### Ausstattung

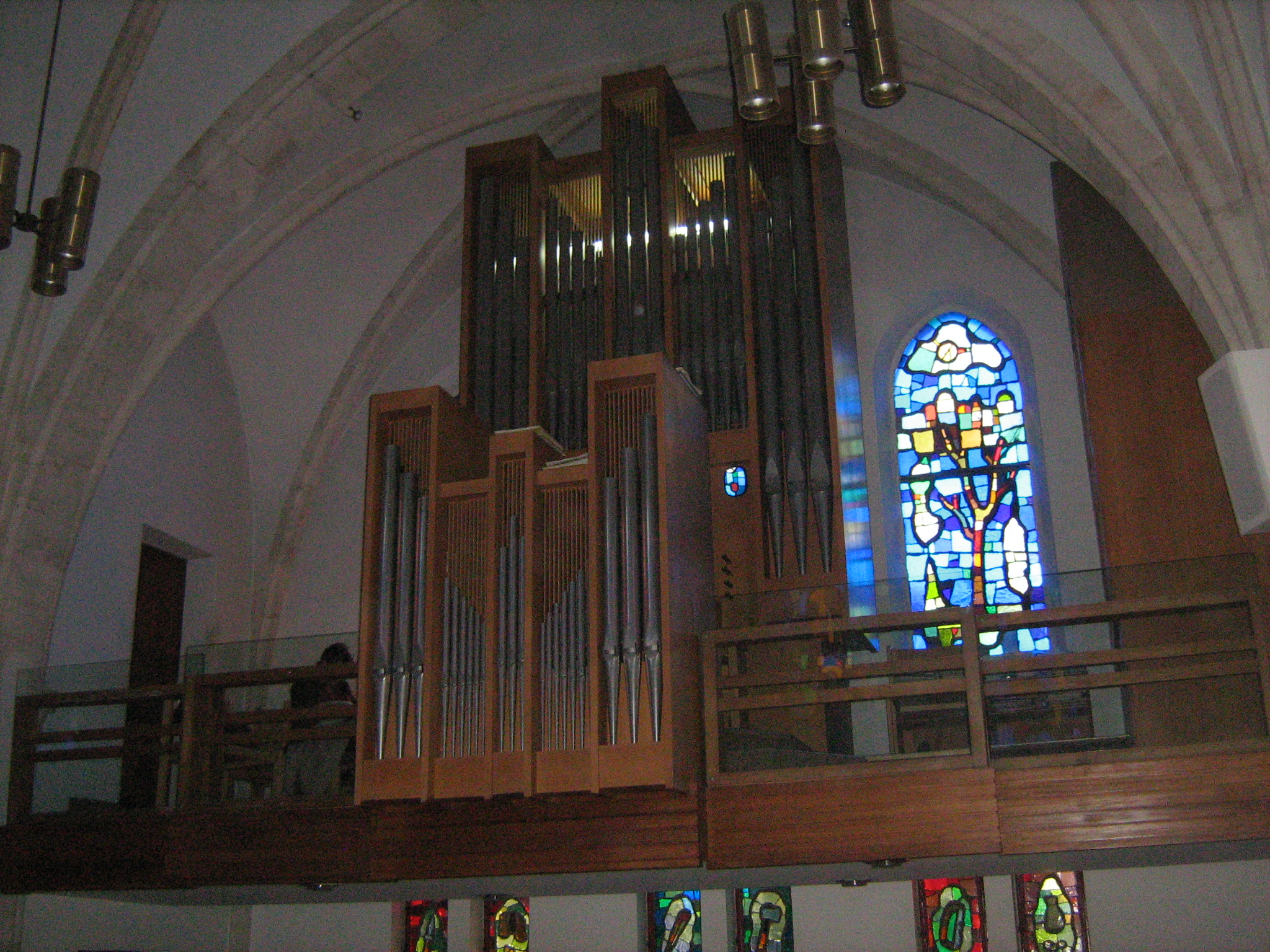
Die 1977 von Paul Ott neu geschaffene Orgel auf der Nordempore, 2009

Die Ausstattung stammte zumeist aus Deutschland. König Wilhelm II. von Württemberg und Königin Charlotte spendeten die Kirchturmuhr. In seiner Funktion als summus episcopus der Evangelischen Landeskirche der älteren Provinzen Preußens stiftete König Wilhelm II. von Preußen (auch deutscher Kaiser) mit seiner Gattin Auguste Victoria die wichtigsten Glocke mit der Inschrift: „Gestiftet von S[einer ]M[ajestät] d[em ]K[aiser ]u[nd ]K[önig] Wilhelm II u. I[hrer ]M[ajestät] d[er ]K[aiserin ]u[nd ]K[önigin] Auguste Victoria 1904/Zweifle nicht! (Apg 10,20 ).“:Fußnote 586
Der Evangelische Kirchenbauverein mit seiner Schirmherrin Auguste Victoria stiftete die kleinen Glocken. Auguste Victoria schenkte zudem die Altarbibel mit ihrer handschriftlichen Widmung des Verses aus dem Evangelium nach Matthäus (Mt 11,28 ): „Ja kommet ihr zu mir alle, die ihr mühselig und beladen seid; ich will Euch erquicken.“ Fräulein Neef aus Stuttgart finanzierte Altar und Kanzel, während Ustinow der Gemeinde ein großes Kruzifix aus Olivenholz verehrte. Die Gemeindemitglieder sammelten 4.050 Franken für eine Orgel der Fa. E. F. Walcker & Cie. in Ludwigsburg. Die farbigen Kirchenfenster waren ein Produkt der Fa. Müller in Quedlinburg. Im Jahre 1906 wurde eine Gedenktafel für Friedrich Braun an der Außenmauer der Immanuelkirche angebracht.
Im Jahre 1977 erfuhr die Immanuelkirche eine Renovierung, wobei die alten Fenster und die Orgel ersetzt wurden. Der Norweger Victor Sparre schuf die neuen farbigen Kirchenfenster. Die neue Orgel baute 1977 Paul Ott aus Göttingen. Die Apsis ziert ein Vers aus dem Evangelium nach Johannes (Joh 3,16 ) in hebräischer Sprache:ּּ

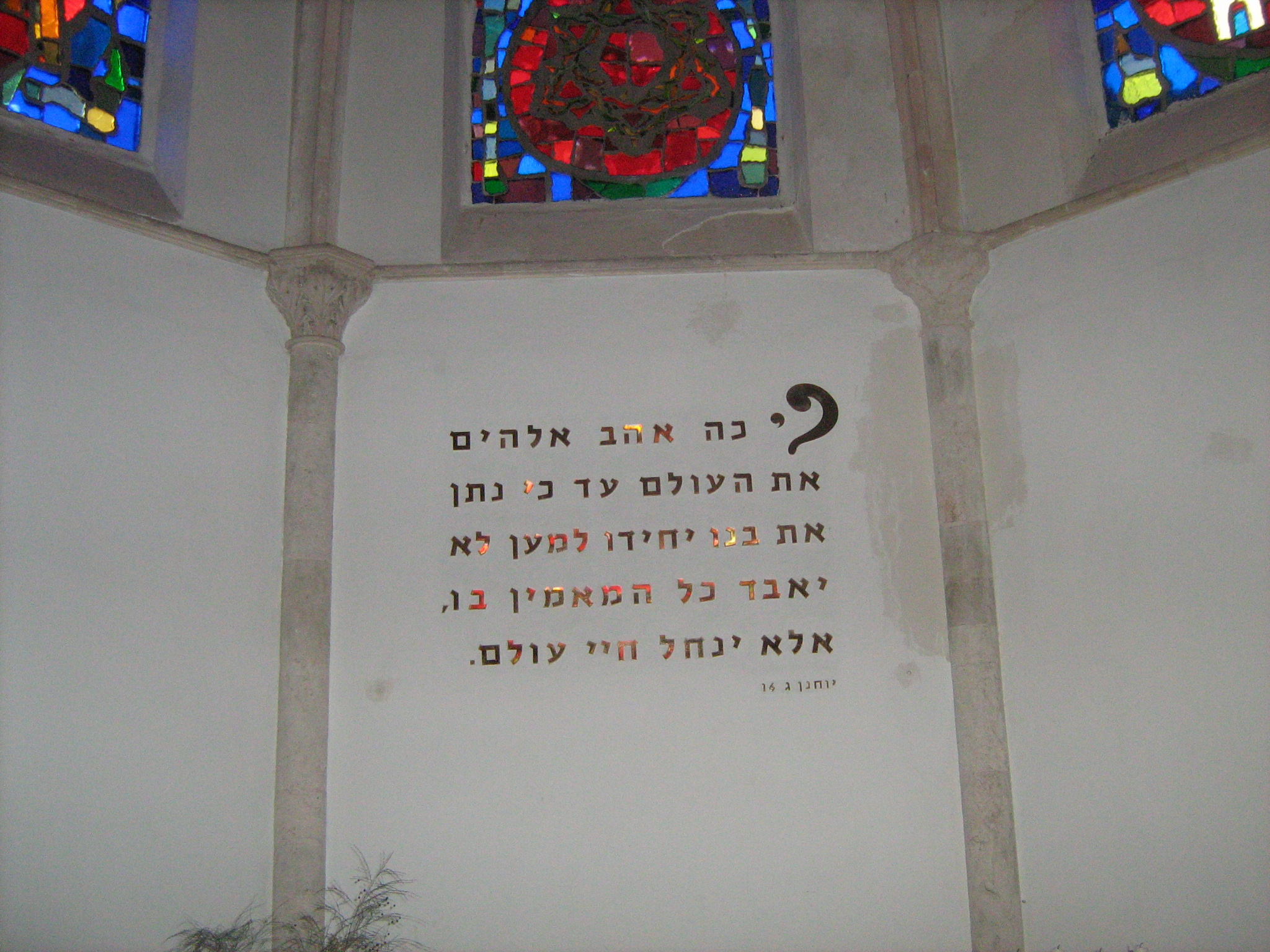
Hebräischer Vers 3:16 aus dem Evangelium nach Johannes in der Apsis, 2009

כי כה אהב אלהים את העולם עד כי נתן את בנו יחידו למען לא יאבד כל המאמין בו, אלא ינחל חיי עולם

### 1917 bis 1933
Am 17. November 1917 eroberte die britische Egyptian Expeditionary Force Jaffa, und die meisten Männer der Immanuelkirchgemeinde deutscher oder anderer Feindstaatsangehörigkeit, einschließlich Rabenaus, wurden in Wilhelma als feindliche Ausländer interniert. 1918 wurden die Internierten in ein Lager südlich von Ghaza gebracht, während die übrigen Gemeindemitglieder in Jaffa strenger Polizeiaufsicht unterstellt wurden. Den verbliebenen Gemeindemitgliedern, meist Frauen und Kinder und nur wenige Männer, gelang es, ein rudimentäres Gemeindeleben aufrechtzuerhalten.
Im August 1918 wurden die Internierten von Ghazza nach Sidi Bishr und Helwan in der Nähe Alexandrias verlegt.:193 In ihrem dreijährigen ägyptischen Exil führte Rabenau mit den Internierten soweit möglich das Gemeindeleben fort. Mit dem Friedensvertrag von Versailles, der am 10. Januar 1920 in Kraft trat, wurden die ägyptischen Lager aufgelöst, und Rabenau wurde Auflösungsbeauftragter der Lagerinsassen.
Die meisten Internierten kehrten ins Heilige Land zurück, ausgenommen diejenigen, die laut einer schwarzen Liste der britischen Streitkräfte als unerwünscht galten, zum Beispiel D. Dr. Friedrich Jeremias, Propst von Jerusalem.:196 Rabenau ging nach Deutschland, um seine Familie wiederzusehen, und im Juli 1920 verweigerte die Mandatsverwaltung ihnen die Rückkehr nach Jaffa.
Die Besatzungsverwaltung Occupied Enemy Territory Administration South (OETA South) beschlagnahmte alles Eigentum der Gemeinde, des Jerusalemsvereins und der Gemeindemitglieder deutscher und anderer feindlicher Nationalität. Mit der Einrichtung einer regulären britischen Verwaltung im Jahre 1918 übernahm Edward Keith-Roach als Public Custodian of Enemy Property die Verwaltung des beschlagnahmten Eigentums und vermietete es, bis die Gebäude 1925 schließlich an die eigentlichen Eigentümer restituiert wurden.
John Raleigh Mott und Joseph Houldsworth Oldham, zwei Vertreter der Ökumene, gründeten am 14. April 1918 das Emergency Committee of Cooperating Missions, mit Mott als Präsident und Oldham als Generalsekretär.:193seqq. Mott und Oldham gelang es Art. 438 in den Friedensvertrag von Versailles einzubringen, demnach das Vermögen deutscher Missionen von der Enteignung zum Zwecke der Kriegsreparation für den Ersten Weltkrieg ausgenommen wurde. Jerusalemsverein und Evangelische Jerusalem-Stiftung hatten inzwischen den schwedischen lutherischen Erzbischof Nathan Söderblom als ihren Sprecher bei den britischen Behörden ernannt.:194
Im Mai 1919 meldete der Jerusalemsverein dem Reichskommissar für die Deutschen im feindlichen Ausland, dass der Verlust an Eigentum im Heiligen Land sich auf 891.785,- ℳ belaufe (ca. 44.589,25 £ oder 212.329,76 $ gemäß den Vorkriegsparitäten der ℳ). Der Frieden von Versailles, der am 28. Juni 1919 unterzeichnet worden war und nach allseitiger Ratifikation am 10. Januar 1920 in Kraft trat, legalisierte den bestehenden britischen Gewahrsam des Vermögens der Immanuelkirchgemeinde, ihrer Mitglieder und des Jerusalemsvereins.:142
Die Schule in Jaffa wurde 1920 unter britischer Führung wieder eröffnet. Auf der Konferenz von Sanremo im April 1920 einigten sich die Alliierten darauf, Palästina in britische Obhut zu geben, woraufhin am 1. Juli 1920 offiziell die britische Zivilverwaltung die OETA ablöste. Von diesem Zeitpunkt an überwies Keith-Roach die erzielten Mieteinnahmen für Immobilien in seiner Verwahrung an die eigentlichen Eigentümer.
Gemeinsam übernahmen Jerusalemsverein, altpreußischer Evangelischer Oberkirchenrat, Deutscher Evangelischer Kirchenausschuss (DEKA) und Gustav-Adolf-Werk die Anstellung eines neuen Pastors. Am 15. Mai 1921 führte Dalman Detwig von Oertzen, der zuvor Pastor in Beirut war, in Haifa als Pastor für alle evangelischen Gemeinden in der Levante, also Beirut, Jaffa und Waldheim ein, allerdings mit Sitz in Haifa.
Der Völkerbund legitimierte das alliierte Übereinkommen von Sanremo, indem er Großbritannien 1922 das Mandat für Palästina erteilte. Die Türkei, die Rechtsnachfolgerin des Osmanischen Reiches, legalisierte schließlich das britische Mandat durch den Vertrag von Lausanne, der am 24. Juli 1923 unterzeichnet wurde und nach den Ratifikationen am 5. August 1925 in Kraft trat.:150:189
Damit endete im gleichen Jahr der Gewahrsam über ehemaliges Feindvermögens, und Keith-Roach restituierte es den Vorbesitzern als rechtlich geschütztes Eigentum.:17 und 150 Der Jerusalemsverein beantragte zur gleichen Zeit die Anerkennung als juristische Person im Mandatsgebiet Palästina, die dann 1928 auch gewährt wurde. Der Jerusalemsverein erlangte seine eigenen Schulen und den Anteil an der Schule in Jaffa wieder. Propst Ernst Rhein beklagte jedoch für die evangelischen Schulen allgemein den Rückgang jüdischer Schüler von Eltern aus Deutschland, Österreich oder mit anderem deutschsprachigen Hintergrund, vor allem in den schwierigen Jahren 1931 und 1932.
Zurück in Deutschland, hatte Rabenau 1922 über die Tempelgesellschaft promoviert. Er hielt dem evangelischen Werk im Heiligen Land die Treue und bewarb sich um einen Sitz im Vorstand des Jerusalemsvereins, in den er 1924 auch gewählt wurde.:147 Neben einem Pastorat in Berlin, das er seit 1923 innehatte, kümmerte sich Rabenau von 1929 bis 1935 um die Öffentlichkeitsarbeit des Jerusalemsvereins.:159
Ab Anfang Januar 1925 gab die 1898 gegründete evangelische Propstei Jerusalem, die das Mandatsgebiet Palästina und zeitweise außerdem das Königreich Irak, den Libanon, Syrien und das Königreich Ägypten umfasste, für alle Gemeinden das Evangelische Gemeindeblatt für Palästina heraus.
Im April 1921 dann ernannte der altpreußische Evangelische Oberkirchenrat Prof. D. Dr. Gustaf Dalman, ehemals Leiter des Deutschen Evangelischen Instituts für Altertumswissenschaft des Heiligen Landes in Jerusalem und Begründer des später nach ihm benannten Gustaf-Dalman-Instituts in Greifswald, stellvertretend zum Propst an der Erlöserkirche in Jerusalem, bis Ende des Jahres der neue Propst Albrecht Alt eintraf. Dalman vertrat auch die Interessen des Jerusalemsvereins und der Evangelischen Jerusalem-Stiftung.
Im April 1926 stellte der Jerusalemsverein Cand. Ernst Paetzold als neuen Pastor für Jaffa. Im September 1928 hielt er einen Vortrag bei der Jahrestagung der evangelischen Pastoren der Levante mit dem Titel „Unsere Gemeinden in ihrer Position gegenüber anderen Gruppen der deutschen Kultur“.:205 Um 1930 bildeten die deutschsprachigen Einwohnern des Heiligen Landes eine Minderheit, innerhalb deren die Juden die größte Gruppe ausmachten, gefolgt von ca. 1.300 Templern und 400 anderen Deutschsprachigen – mit Ausnahme weniger Katholiken (meist Geistliche) und noch weniger Konfessionsloser – überwiegend Protestanten. Die Immanuelkirchgemeinde zählte dabei 160 Mitglieder (Stand 1927).
Im April 1931 kehrte Paetzold nach Deutschland zurück, und die Stelle blieb wegen der finanziellen Misere in der Weltwirtschaftskrise unbesetzt. Der beginnende Kirchenkampf in Deutschland, den die NSDAP unter Leitung Wilhelm Kubes durch Beteiligung an den altpreußischen Ältesten- und Synodalwahlen im November 1932 mit einer eigenen Liste eröffnete, spielte im Heiligen Land noch keine Rolle. Dabei gewann die neu gegründete nationalsozialistische Glaubensbewegung Deutsche Christen im Durchschnitt ein Drittel aller Sitze in den Gemeindekirchenräten (bzw. Presbyterien) und in den Provinzialsynoden wie der Generalsynode der altpreußischen Landeskirche.
Die politische Unsicherheit in Deutschland hatte eine starke Kapitalflucht ausgelöst, die die Reichsregierung im Dezember 1931 nicht mit vertrauensbildenden Maßnahmen wehrte, sondern durch eine Devisenzwangsrationierung, die sogenannte Reichsfluchtsteuer. Zunächst jedoch wurden den Kirchen für missionarische Zwecke Devisen noch unbürokratisch zugeteilt.

### 1933 bis 1940
Nach der Machtübergabe an Adolf Hitler wurde die Devisenrationierung massiv verschärft. Die NS-Regierung machte die Zuteilung von Devisen an christliche Missionen von deren politischer Botmäßigkeit abhängig. Dabei nutzte die NS-Regierung ihre deutschchristlichen Parteigänger im altpreußischen EOK und Theodor Heckel, Leiter des Kirchlichen Außenamtes der Deutschen Evangelischen Kirche (DEK), deren jeweilige Zustimmung Voraussetzung dafür wurde, ob ein Devisenkauf überhaupt genehmigt wurde.
Für den 23. Juli 1933 oktroyierte Hitler allen Landeskirchen in Deutschland eine kirchenordnungswidrige Neuwahl aller Ältesten (bzw. Presbyter) und Synodalen. Die massive, von Staat und NSDAP propagandistisch geschürte Mobilisierung protestantischer Nazis, die meist schon seit Jahren keine Gottesdienste mehr besucht, geschweige denn an Kirchenwahlen teilgenommen hatten, bewirkte eine außerordentlich hohe Wahlbeteiligung mit der Folge, dass „Deutsche Christen“ – von wenigen Ausnahmen abgesehen – im Schnitt 70–80 % der Presbyter und Synodalen stellten.
Doch dies bedeutete nicht automatisch die völlige Dominanz Deutscher Christen in allen protestantischen Organisationen. Denn die Landeskirchen, auch die nun deutschchristlich dominierten, hatten wegen der dezentralen und unabhängigen Organisation vieler protestantischer Vereine und Einrichtungen keine direkte Kontrolle. Das galt insbesondere für die Missionswerke wie auch für den Jerusalemsverein.
Die protestantische Opposition formierte sich zunächst unter Pastoren mit dem Pfarrernotbund, der ursprünglich vor allem Berufskollegen beistehen wollte, die wegen jüdischer Vorfahren von deutschchristlich geführten Landeskirchen entlassen werden sollten. Der Bund wurde eine Keimzelle der Bekennenden Kirche, die in allen durch deutschchristliche Führung zerstörten Landeskirchen parallele Leitungsgremien aufbaute, die mit Anhängern der Bekennenden Kirche besetzt wurden. Die Bekennende Kirche betrachtete die deutschchristlich geführten Landeskirchen und Organe zunehmend als schismatisch, da sie die Taufe allein sogenannten Ariern vorbehalten wollten, was den christlichen Anspruch der Universalität des Heils für alle Menschen fundamental verletzte.
Die meisten Pastoren im Heiligen Land stellten sich auf die Seite der Bekennenden Kirche wie auch die meisten Vorstandsmitglieder des Jerusalemsvereins, unter ihnen Rabenau, der schon seit 1931 offen als Gegner des Nationalsozialismus auftrat.:209 Der Jerusalemsverein stellte für die Gemeinden des Heiligen Landes in den 1930er Jahren mehrere Pastoren ein, die zuvor von zerstörten Landeskirchen entlassen oder beurlaubt worden waren.
Bei der Tagung des Deutschen Evangelischen Missionsbunds (DEMB) vom 18. bis 20. Oktober 1933 in Barmen wehrten die Vertreter deutscher protestantischer Missionswerke den Versuch ab, ihre Gesellschaften gleichzuschalten und der NS-hörigen offiziellen Deutschen Evangelischen Kirche (DEK) unterzuordnen. Der Jerusalemsverein weigerte sich, den sogenannten Arierparagraphen für seine eigenen Mitarbeiter einzuführen, also seinen Vorstand mit einer Mehrheit von zwei Dritteln deutschchristlicher Vertreter neu zu besetzen, und wahrte so seine rechtliche Unabhängigkeit.:170
Heckel beanspruchte seit Februar 1934 für sich, die evangelischen Missionswerke aus Deutschland überwachen zu dürfen. Seit 1933 bekleidete Heckel zudem einen Vorstandsposten in der Evangelischen Jerusalem-Stiftung. Ab 1934 musste der Jerusalemsverein seine Devisengeschäfte über die Bank der Tempelgesellschaft abwickeln. Ab 1937 mussten alle Währungsgeschäfte mit Palästina über die im Juli 1933 gegründete Palästina-Treuhandstelle zur Beratung deutscher Juden G.m.b.H. (Paltreu, Berlin) und das Haʿavara Trust and Transfer Office Ltd., Tel Aviv, laufen.
In der NS-Zeit wurden Devisenkäufe der Kirchen nur genehmigt und nicht mit den prohibitiven Steuersätzen der Reichsfluchtsteuer belegt, wenn sie ausschließlich für Gehaltszahlungen deutscher, nicht aber palästinensischer Staatsangehöriger (zum Beispiel arabische Protestanten im Dienst der Missionen) verwandt wurden. Ohne nennenswerte eigene Einnahmen in Palästina konnte der Jerusalemsverein Gehälter palästinensischer Mitarbeiter oder Aufwendungen für andere, etwa missionarische, Unterrichts- oder bauliche Zwecke kaum noch bestreiten. Der Jerusalemsverein, der die Immanuelkirchgemeinde zu wesentlichen Teilen finanzierte, unterlag daher dem Wohl und Wehe der NS-Behörden.
Der Jerusalemsverein musste sich daher in Palästina-Pfund bei der Deutschen Palästina-Bank verschulden, was wiederum politische Botmäßigkeit erzwang, denn die NS-Regierung hatte alle deutschen juristischen Personen der Genehmigungspflicht unterworfen, wenn sie im Ausland Verbindlichkeiten eingehen wollten.
Der Jerusalemsverein gewann eine gewisse Unterstützung im deutsch-christlich dominierten altpreußischen Evangelischen Oberkirchenrat aber auch bei der Bekennenden Kirche, die beide Kollekten zu Gunsten des Jerusalemsvereins veranstalteten.:182 Heckel erhöhte seinen Einfluss, indem er die Gehälter kirchlicher Mitarbeiter in Jaffa und Haifa direkt aus dem Budget des Kirchlichen Außenamtes bestritt, die vorher noch der Jerusalemsverein aufgebracht hatte.
Auf ihrer Jahrestagung Ostern 1934 (1. April) beschlossen die evangelischen Pastoren der Levante, ihre Gemeinden aus dem Kirchenkampf herauszuhalten.:211 Die Pastoren von Jaffa und Haifa wussten zu berichten, dass ihre Gemeinden sich sowieso mehr dem Jerusalemsverein verbunden fühlten als der zerstörten Evangelischen Kirche der altpreußischen Union.:201
Im Oktober 1934 versammelten sich Vertreter der im DEMB zusammengeschlossenen Missionswerke in Tübingen und nahmen Partei für die Bekennende Kirche und deren Barmer Theologische Erklärung vom Mai 1934. Das tatsächliche Verhalten hing jedoch von Fall zu Fall sehr von der Haltung der jeweils verantwortlichen Person ab, denn auch ohne Gleichschaltung sympathisierten manche Missionsmitarbeiter mit den Deutschen Christen oder Nazis.:171 Während die NS-Regierung kirchlichen Medien in Deutschland verboten hatte (Maulkorberlass), über den Kirchenkampf zu berichten, bestand weiter Pressefreiheit im britischen Palästina. So ließ der für das Gemeindeblatt für Palästina verantwortliche Propst Ernst Rhein den Vikar Georg Weiß (später Diakon in Nürnberg) in einem Bericht über den Kirchenkampf, der anlässlich des Erntedankfestes erschien, offen Stellung für die Bekennende Kirche beziehen. Der Deutsche Christ Heckel kritisierte Rhein und Weiß heftig dafür.
Im Februar 1935 gab Rabenau, mittlerweile einer der führenden Vertreter der Bekennenden Kirche, seine Stellung in der Öffentlichkeitsarbeit des Jerusalemsvereins auf, wegen der Zensur der kirchlichen und anderen Medien konnte er sowieso nicht mehr berichten, was er wollte.:172 Nachdem der Bruderrat der altpreußischen Kirchenprovinz Pommern, die Leitung der pommerschen Bekennenden Kirche, ihren Vikar Felix Moderow für den Dienst im Heiligen Land abgestellt hatte, zog er nach Jaffa, um dort in den Jahren 1935 bis 1937 als Hilfsprediger seinen Dienst zu tun. Auch Propst Rhein suchte für das zu besetzende Vikariat in Jerusalem ausdrücklich einen Anhänger der Bekennenden Kirche und stellte so Fritz Maass (1910–2005), ebenfalls aus Pommern, ein.
In Jerusalem musste der deutsche Generalkonsul Heinrich Wolff im Sommer 1935 seinen Posten aufgeben, weil seine evangelische Frau, die Älteste des Gemeindekirchenrates der Evangelischen Gemeinde deutscher Sprache zu Jerusalem war, nach den NS-Rassegesetzen als „nichtarisch“ galt. „Unter den deutschen Bewohnern des Landes, gaben nur die [Juden und die] Lutheraner ihrer Trauer über Wolffs Entlassung Ausdruck, und ihre Jerusalemer Zeitung [Gemeindeblatt für Palästina] veröffentlichte einen herzlichen Artikel voll des Lobes über seine Tätigkeit. Ähnliche Gefühle wurden in der hebräischen Zeitung Doʾar haJom (דֹּאַר הַיּוֹם) geäußert, die seine konsularische Tätigkeit pries und von seinen Bemühungen, die Gefühle der Gegner des Nazi-Regimes nicht zu verletzen, kündete.“
Im Jahr 1937 folgte Pastor Christian Berg dem in den Ruhestand getretenen Oertzen in Haifa. Seine deutschchristlich geführte Evangelisch-Lutherische Landeskirche Mecklenburgs hatte ihn beurlaubt, nachdem die NS-Regierung ihm in Schwerin im Juni 1934 den politischen Prozess gemacht hatte. Für ihn wurde Palästina zum sicheren Exil vor weiteren Nachstellungen der Nazis.
Die Neuesten Nachrichten aus dem Morgenlande des Jerusalemsvereins beklagten in Artikeln 1937 die starke jüdische Einwanderung nach Palästina (ʿAlija Bet) und 1939 den zunehmenden Arabischen Nationalismus, die sie beide dem Einfluss „zersetzender“ europäischer Ideologien zuschrieben.:178seqq.
Nach Moderows Rückkehr nach Deutschland im Jahre 1937 diente der eigentlich pensionierte Oertzen bis 1939 wieder als Pastor an der Immanuelkirche. Der Jerusalemsverein erlebte von Seiten vieler Antisemiten in Deutschland wachsende Feindseligkeit seines Namens wegen und wegen des Titels seiner Zeitschrift. Daher änderte der Jerusalemsverein am 27. Februar 1938 den Namen in Jerusalemsverein – Versorgung deutscher evangelischer Gemeinden in Palästina und Arabermission.:180
Beginnend mit dem Jahre 1933, hatte das NS-Regime versucht, Einfluss auf die deutschen Schulen im Heiligen Land zu nehmen, wobei es die Abhängigkeit der Schulträger von Devisenzuteilungen erfolgreich zu nutzen wusste. Oertzen und Rhein bekämpften die Entkonfessionalisierung der evangelischen Schulen.:212 Bis 1937 vermochte Propst Rhein die Zusammenlegung der verbliebenen evangelischen Schulen mit denjenigen der Templer zu verhindern, denn jeder Zusammenschluss ging mit der Entchristlichung von Schulleben und Unterricht sowie der Einführung nationalsozialistischen Weltanschauungsunterrichts einher. Um dennoch wieder Einfluss auf den Lehrplan zu gewinnen, versuchte Rhein, in die palästinensische Landesgruppe des Nationalsozialistischen Lehrerbundes aufgenommen zu werden, was ihm aber dessen Präsident Dr. Kurt Hegele verwehrte. Außer Rhein und einigen weiteren evangelischen Missionslehrer waren in Palästina bis 1938 alle nichtjüdischen Lehrer deutscher Staatsangehörigkeit Mitglieder im NSLB geworden.:207
Im Juli 1939 reiste Oertzen von Jaffa in die Sommerferien nach Deutschland, auch um sein Gehalt einzufordern, das auf einem deutschen Konto zurückgehalten wurde, da in Vorbereitung auf den Krieg die NS-Behörden seit Anfang 1939 sämtliche Devisenzuteilungen verwehrt hatten.:183seqq.
Mit dem deutschen Überfall auf Polen ab 1. September beziehungsweise der sowjetischen Besetzung Ostpolens ab 17. September 1939 begann der Zweite Weltkrieg, woraufhin die britische Mandatsregierung die meisten Männer der Immanuelkirchgemeinde, soweit sie deutscher oder anderer feindstaatlicher Nationalität waren, als feindliche Ausländer internierte. Im Mai 1940 ließ die Mandatsregierung auch alle verbliebenen feindlichen Ausländer (vor allem nichtjüdische deutsche Frauen und Kinder sowie auch Italiener und Ungarn) aus Jaffa, Bir Salem, Sarona und Tel Aviv in Wilhelma internieren. Die Immanuelkirchgemeinde hatte damit de facto aufgehört zu existieren. Viele Gemeindemitglieder konnten 1941 im Rahmen der Familienzusammenführung nach Deutschland ausreisen. Der Rest wurde im April 1948 nach Britisch-Zypern evakuiert.

#### Das Verhältnis der Evangelischen zu den Templern
Die anfängliche protestantische Gemeinschaft in Jaffa pflegte gute Beziehungen zu den Templern.:29 und כה Metzler hatte sein Krankenhaus und andere Immobilien, die er aufgebaut bzw. erworben hatte, am 5. März 1869 an die Templer verkauft. Die Templer akzeptierten dabei seine Bedingung, weiter in Zusammenarbeit mit den reformierten Diakonissen vom Diakonissenhaus Riehen allen Kranken, die nicht zahlen konnten, eine karitative Gesundheitsversorgung angedeihen zu lassen.:140:46 und לט Als Arzt wirkte Dr. Gottlob Sandel, Vater von Ingenieur Theodor Sandel.:38
In seiner Schrift Protestantismus und Sekten diffamierte der königlich württembergische Hofprediger Dr. Friedrich Braun 1882 die Templer, sie trügen „[…] das Gepräge des krankhaft Abnormen.“ Als im März 1897 Pastor Schlaich nach Jaffa kam, boten die Templer ihren Betsaal für seine erste Antrittspredigt vor der evangelischen Gemeinde an, was Schlaich und seine Gemeinde gerne annahmen. Doch im Oktober desselben Jahres beim Spendensammeln in Württemberg erklärte Schlaich, seine Absicht sei es, im Heiligen Land Muslime und Templer zu bekehren. Diese empfanden ihre Erwähnung in einem Atemzuge mit Muslimen als Affront.:115 Entsprechend kühlten die Beziehungen wieder ab.
1897 und 1898 intrigierten Templer aus Jaffa und Sarona bei der Hohen Pforte und dem deutschen Auswärtigen Amt gegen die Baupläne eines evangelischen Gemeindezentrums mit Schule in Jaffa, das unter anderem Braun mit großzügigen Spenden finanzierte. Die Templer behaupteten, der Eigentumstitel an der Baustelle sei strittig, so dass die Grundsteinlegung bis zur Klärung verschoben werden musste und Kaiser Wilhelm II. und seine Gattin Auguste Victoria ihr nicht wie geplant beiwohnen konnten.:116

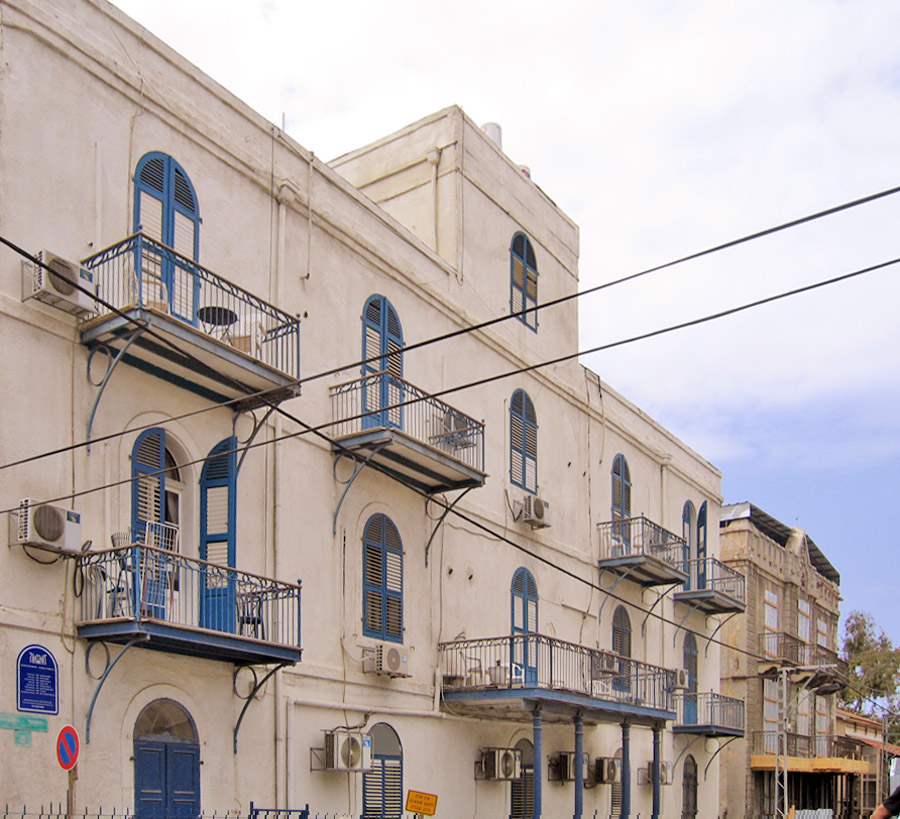
Der Rechov Auerbach mit Ustinows ehemaligem Hôtel du Parc (links, jetzt Beit ʿImmanuʾel) und Hardeggs ehemaliges Hotel Jerusalem (rechts), 2007

 Auf ihrer Palästinareise logierten Wilhelm II. und Auguste Victoria, Schirmherrin des Jerusalemsvereins, und ihre Entourage am 27. Oktober 1898 in Jaffa. Ihr Reisebüro Thomas Cook and Son brachte die kaiserlichen Gäste in Ustinows Hôtel du Parc unter, das als einziges standesgemäßes Etablissement in Jaffa angesehen wurde. Das weitere Gefolge übernachtete im Hotel Jerusalem (seinerzeit Seestraße 6, jetzt der Rechov Auerbach; רְחוֹב אַוּאֶרבַּך) des Templers Ernst Hardegg.:161 Auf diese Weise hielt Wilhelm II., summus episcopus der Evangelischen Landeskirche der älteren Provinzen Preußens, bei seinem Besuch die Balance zwischen Templern und evangelischen Protestanten.

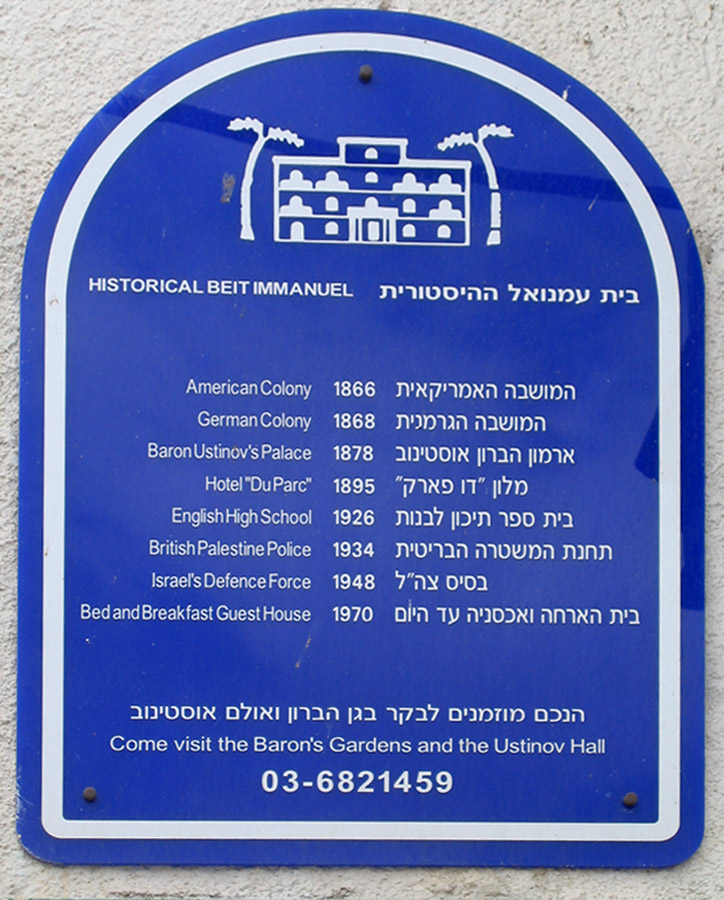
Hinweistafel zur Geschichte des Hôtel du Parc am Beit ʿImmanuʾel

 Alle deutschen Bürger hofften durch diesen Besuch auf eine Besserung ihrer Behandlung durch die osmanischen Behörden, jedoch vergebens, denn die kleine Gemeinschaft der Deutschen im Heiligen Land spielte nur eine marginale Rolle in den deutsch-osmanischen Beziehungen, die nicht durch Wünsche und Sorgen deutscher Siedler im Heiligen Land belastet werden sollten.:65:104seqq.
Das von Metzler gegründete und seit 1869 von Templern und Riehener Diakonissen geführte Krankenhaus wurde durch eine Krankenversicherung finanziert, die von Protestanten höhere und von Templern niedrigere Beiträge erhob, da letztere seit dem Kauf die eigentlichen Träger der Einrichtung waren. Die Beiträge der versicherten Protestanten und Templer deckten auch die Krankenkosten für unentgeltlich behandelte Patienten aus der übrigen Bevölkerung Jaffas.:257 Im Jahre 1901 hatten sich die Beziehungen zwischen Protestanten und Templer so weit gebessert, dass die protestantischen Jahresbeiträge auf 20 bzw. 30 Franken der Lateinischen Münzunion gesenkt wurden, bevor ab 1906 für beide religiöse Gruppen gleiche Beiträge galten.:141
Pastor Zeller, der seit 1906 an der Immanuelkirche amtierte, bemühte sich, beide Gruppen zu versöhnen. Nach zehnjährigen Verhandlungen über die Vereinigung von Templer- und evangelischer Schule, die lange wegen der Vorbehalte gegen Templer bei Jerusalemsverein und Propstei Jerusalem verhindert wurde, erzielten beide Seiten eine Vereinbarung. Am 27. Oktober 1913 wurden Templer- und evangelische Schule zusammengelegt, wobei die neue Schule ins im Oktober 1912 fertiggestellte, neuere und größere Schulgebäude der Templer zog, das bis zu seinem Abriss im heutigen Rechov Pines (רְחוֹב פִּינֶס) gegenüber der Nr. 44 stand. Die Schule blieb eine ökumenische Schule bis zu ihrer Schließung durch die britische Besatzungsmacht im November 1917.:140 Der Jerusalemsverein brachte zehn Prozent seines Budgets für die Schulen im Heiligen Land auf. 1929 wurden die vereinigte Schule der Kolonie Jaffa mit der Templerschule Sarona dort zur neuen Deutschen Schule Sarona zusammengeführt.:109 Sie bezog im September 1931 einen Neubau am Rande Saronas.:106
Mit der schwindenden Bindung der Templer an ursprüngliche Ideale der Tempelgesellschaft, das Heilige Land wieder aufzurichten, um dort das Volk Gottes zu sammeln – auch im Angesicht des Aufstiegs des Heiligen Landes durch jüdische Siedlung – suchten viele Templer eine neue Identität und fanden diese oft in betonter Deutschtümelei.
In den 1930er Jahren zog insbesondere der überkonfessionelle Nationalsozialismus viele jüngere Templer an. Daher waren viele prominente Mitglieder der NSDAP-Landesgruppe Palästina von Hause aus eigentlich Templer. Während der NS-Diktatur führte dies zu einer tiefgreifenden Umkehr der Beziehungen zwischen Evangelischen und Templern, denn bis 1933 genossen die Protestanten starke mentale und finanzielle Unterstützung von Seiten evangelischer kirchlicher Organisationen in Deutschland, während die Templer viel auf sich selbst gestellt waren. Ab 1933 verfügten meist Nazis mit Templerprovenienz über die besseren und einflussreichen Verbindungen zu NSDAP und Reichsbehörden.
Die evangelischen Gemeinden im Heiligen Land dagegen erlebten ihre einst starken Partner, die protestantischen kirchlichen Organisationen in Deutschland, im Kirchenkampf geschwächt und zerstritten und von der nationalsozialistischen Ideologie um Alfred Rosenberg und Hitler wegen ihres Festhaltens am Alten Testament und den Zehn Geboten der Gesetzestafeln als unrettbar „verjudet“ bekämpft.
Cornelius Schwarz, ein Templer aus Jaffa und Führer der Landesgruppe Palästina der NSDAP/AO, und mit ihm viele andere meist junge Parteigenossen hatten ab 1933 mit ihren Spitzelberichten Druckmittel, um alt-etablierte Institutionen wie die evangelische Propstei und ihre Gemeinden und auch die Tempelgesellschaft selbst zu beeinflussen oder einzuschüchtern. Das Auswärtige Amt beeinflusste die Lage durch Vergabe von Zuschüssen an ihm genehme nichtjüdische konfessionsverschiedene Deutsche im Heiligen Land.
Bis 1935 wurden die Tempelgesellschaft und deren Kommunen in Palästina gleichgeschaltet, bei den evangelischen Organisationen wurde bestehender Widerstand meist bis 1937 überwunden.

### 1940 bis 1955
Nach Beginn des Zweiten Weltkriegs im September 1939 beschlagnahmten die britische Behörden erneut das gesamte Eigentum des Jerusalemsvereins, der Immanuelkirchgemeinde sowie ihrer Mitglieder deutscher oder anderer feindlicher Nationalität und unterstellten es Keith-Roach als Public Custodian of Enemy Property. Die Schulen wurden dem Committee for Supervision of German Educational Institutions unter dem anglikanischen Bischof von Jerusalem, Francis George Graham Brown, unterstellt. Mit der Internierung der zunächst in ihren Häusern verbliebenen Jaffaer Gemeindemitglieder deutscher oder anderer Feindnationalität im Jahre 1940 räumte die Mandatsregierung deren Häuser und führte sie anderen Nutzungen zu. Etwas später übernahm die anglikanische Church’s Ministry among Jewish People die Immanuelkirche und nutzte sie bis 1947 für Gottesdienste.
Nachdem Jaffa Bestandteil des Staates Israel geworden war, übernahm dessen Regierung das beschlagnahmte Vermögen. Die israelische Regierung enteignete es dann 1950 entschädigungslos im Vorgriff auf eine Regelung israelischer Forderungen an Deutschland. Die Forderungen bezogen sich auf die Eingliederung geschätzter 70.000 Flüchtlinge und 430.000 Überlebender der NS-Judenverfolgung in Deutschland und Europa, die dann 1952 im deutsch-israelischen Luxemburger Abkommen geregelt wurden.
Da die Enteignung Einrichtungen sakralen Charakters nicht einschloss, waren Immanuelkirche und Gemeindehaus davon ausgenommen, sie blieben beschlagnahmt.:193 Am 29. August 1951 vereinbarten Israel und Lutherischer Weltbund, der unter anderem die Interessen des Jerusalemsvereins vertrat, eine Entschädigung für alle enteigneten Einrichtungen im ehemaligen Eigentum deutscher protestantischer Organisationen.
Dabei übertrug Israel dem Lutherischen Weltbund all deren Einrichtungen sakralen Charakters zur freien Verfügung, während es alle anderen Einrichtungen protestantischer Organisationen aus Deutschland als verstaatlichtes Eigentum einbehielt und entschädigte.

### Seit 1955
Im September 1951 hob Israel den Gewahrsam über Immanuelkirche und Gemeindehaus auf und übergab sie dem Lutherischen Weltbund. Im Einverständnis mit der 1945 gegründeten Evangelischen Kirche in Deutschland als Dachverband der protestantischen Landeskirchen in Deutschland und dem Jerusalemsverein, mit seinem damaligen Vizepräsidenten Rabenau, übergab der Weltbund Immanuelkirche und Gemeindehaus im Jahre 1955 an Den Norske Israelsmisjon.
Heute domizilieren zwei Gemeinschaften der Israelsmisjon in der Immanuelkirche. Die eine, aus christlichen Israelis – vor allem messianische Juden – bestehend, trifft sich zu hebräischen Gottesdiensten jeweils sonnabends zum Kirchgang. Dauernd oder temporär in Israel lebende christliche Ausländer bilden überwiegend die andere Gemeinschaft, die ihre Gottesdienste sonntags in englischer Sprache hält. Gastweise nutzen auch andere protestantische Gruppen die Immanuelkirche, unter anderem Migrantengemeinden aus Ghana, Korea, Rumänien und Russland.
Die Immanuelkirche zieht mit ihren Konzerten auch Musikliebhaber an. Insbesondere Orgelkonzerte, unter anderem von Roman Krasnovsky, emeritierter Musikprofessor der Jerusalemer Rubin Academy of Music and Dance, haben ihren Platz, ist doch die Ott-Orgel eine der wenigen Orgeln im Großraum Tel Aviv.

## Seelsorger der Gemeinde Jaffa

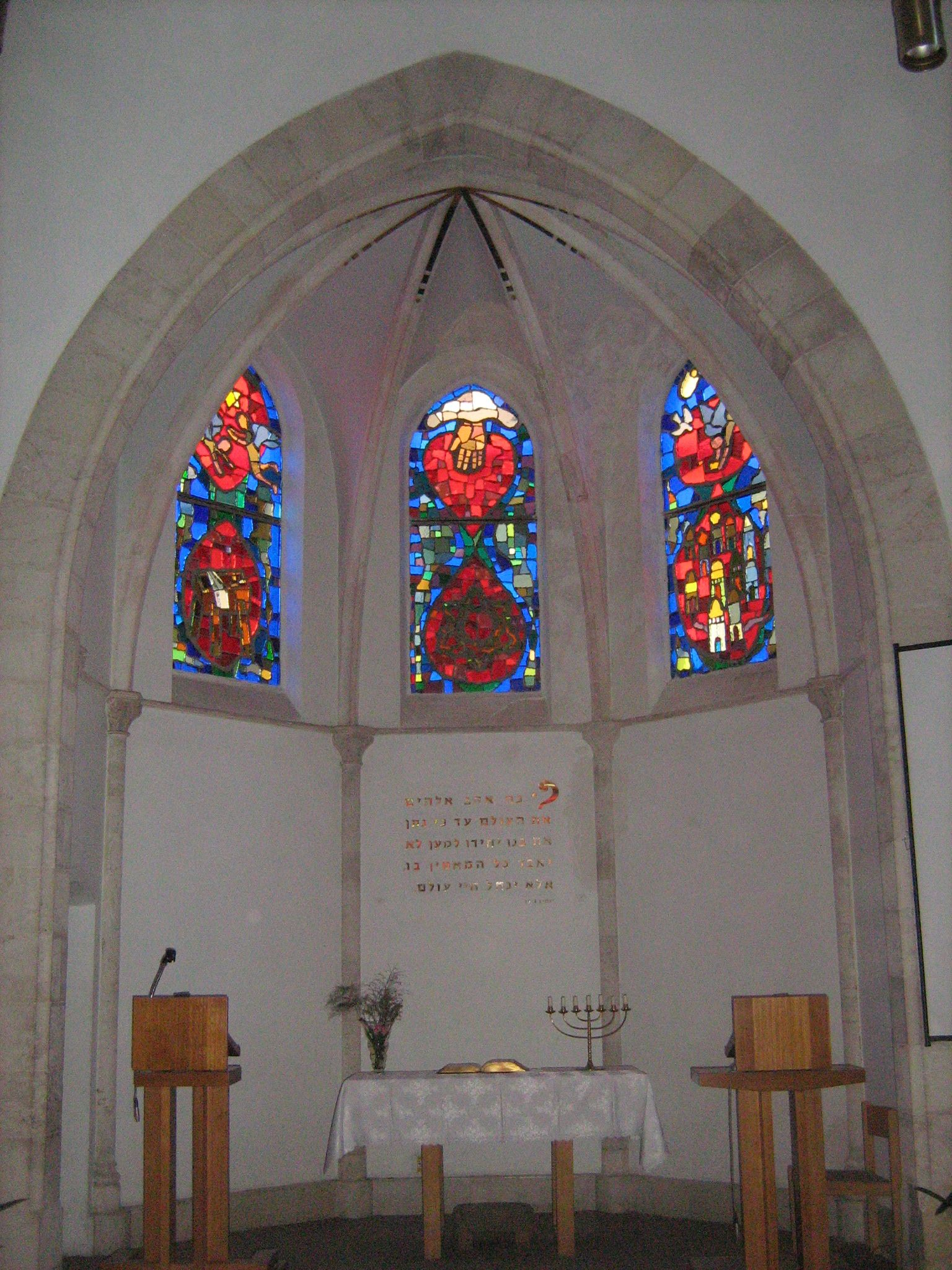
Farbige Kirchenfenster von Victor Sparre und die Pulte in der Apsis, 2009

- 1858–1870: Missionar Peter Martin Metzler (1824–1907)
- 1866–1886?: Pastor Johannes Gruhler (1833–1905), wegen seines anglikanischen Ritus in der Gemeinde umstritten
- 1870/1886–1897: Vakanz
  - 1885–1895: Pastor Carl Schlicht (1855–1930), Jerusalem, in Vertretung
- 1897–1906: Pastor Albert Eugen Schlaich (1870–1954)
- 1906–1912: Pastor Wilhelm Georg Albert Zeller (1879–1929)[54]
- 1912–1917: Pastor Eitel-Friedrich Karl Balthasar von Rabenau (1884–1959)
- 1917–1920 (im ägyptischen Exil): Pastor von Rabenau betreute die internierten Gemeindemitglieder im Lager
- 1917–1926 (für die übrigen Gemeindemitglieder in Jaffa): Vakanz
  - 1917–1918: D. Dr. Friedrich Jeremias (1868–1945), Propst von Jerusalem, in Vertretung
  - 1921: Prof. D. Dr. Gustaf Dalman, Propst in Vertretung
  - 1921–1926: Pastor Detwig von Oertzen (1876–1950), Haifa, in Vertretung
- 1926–1931: Cand. Johannes Christian Ernst Paetzold (1899–1958[55])
- 1931–1935: Vakanz
  - 1931–1935: Ernst Rhein (1885–1969), Propst von Jerusalem, und Pastor von Oertzen (Haifa) in Vertretung
- 1935–1937: Vikar Gerhard Felix Moderow (1911–1983[56])
- 1937–1939: Pastor Detwig von Oertzen i. R.
- 1939–1940?: Vakanz
- 1940?–1947: Prediger der anglikanischen Church’s Ministry Among Jewish People
- 1947–1955: Vakanz
- 2004–2009: Pastor Jan H. Mortensen
- 2009–2016: Pastor Christian Rasmussen
- 2016–2018: Pastor Bradley Long
- 2022–dato: Pastor Eyvind Volle

## Status der Gemeinde und Zahl der Mitglieder
1889 wurde die evangelische Gemeinde formell gegründet. Im Jahr darauf eröffnete sie mit der Schule ihre erste eigene ständige Einrichtung. Seit 1894 umfasste die Gemeinde Mitglieder mit Wohnsitz in Jaffa und Sarona (der heutigen הקריה haQirja bzw. מחנה רבין Machneh Rabin).:117 Zwei Jahre später wurde der Einzugsbereich der Gemeinde nochmals erweitert um Aschdod und Ramla und die Gemeinde wurde als vollberechtigtes Mitglied in die Evangelische Landeskirche der älteren Provinzen Preußens aufgenommen. Damit ging die Bildung von Gremien, wie dem Gemeindekirchenrat, gemäß der altpreußischen Kirchenordnung einher.:96
Im Dezember 1925 trat die Immanuelkirchgemeinde, ebenso wie die Gemeinden in Beirut (gegr. 1856), Haifa, Jerusalem und Waldheim dem Deutschen Evangelischen Kirchenbund bei, der von 1922 bis 1933 bestand.:165 Mit der Internierung der meisten Gemeindemitglieder in Wilhelma hörte die Immanuelkirchgemeinde 1940 de facto auf zu existieren. Ab 1955 baute Den Norske Israelsmisjon eine neue Gemeinde auf.
Die Zahl der Gemeindemitglieder entwickelte sich wie folgt:
- 1869: 018 Personen[6]:72
- 1889: 050 Personen
- 1898: 075 Personen
- 1900: 093 Personen
- 1901: 104 Personen
- 1904: 130 Personen
- 1913: 136 Personen[6]:127[12]
- 1920: Die Immanuelkirchgemeinde hatte nach 1918 viele Mitglieder durch Auswanderung verloren.[29]:198
- 1927: 160 Personen[33]
- 1934: 080 bis 90 Personen[38]

Im Jahre 1903 betrug die Zahl der Gemeindemitglieder in Jaffa und Haifa zusammen 250.:97

## Bekannte Gemeindemitglieder
- 1912–1917/1920: Eitel-Friedrich von Rabenau
- 1892–1913: Jona von Ustinov
- 1878–1913: Plato von Ustinow